# 処女

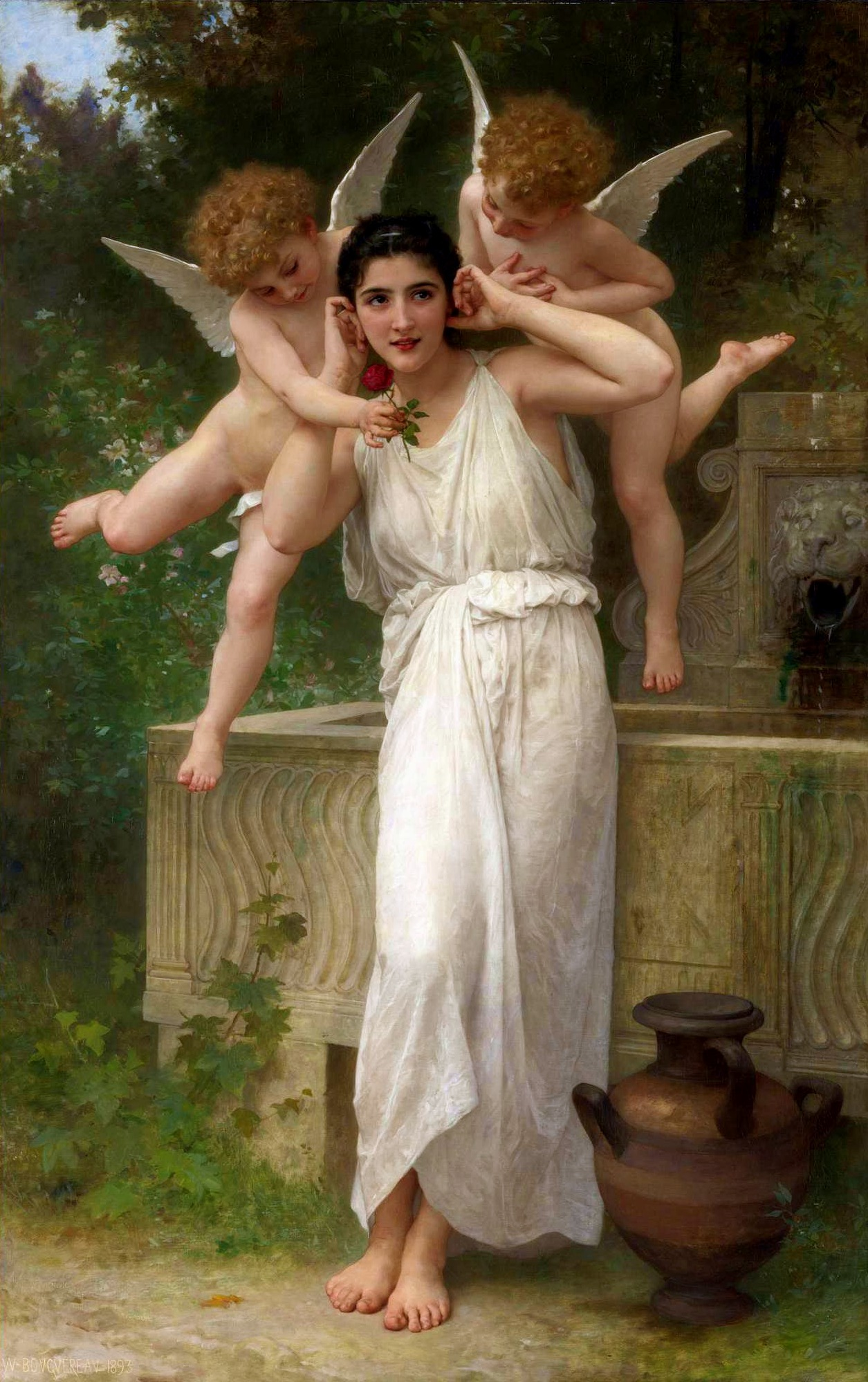
フランスの画家ウィリアム・アドルフ・ブグローによる「Youth」。白は伝統的に、儀式の純粋さ、無邪気さ、処女と結びついてきた。

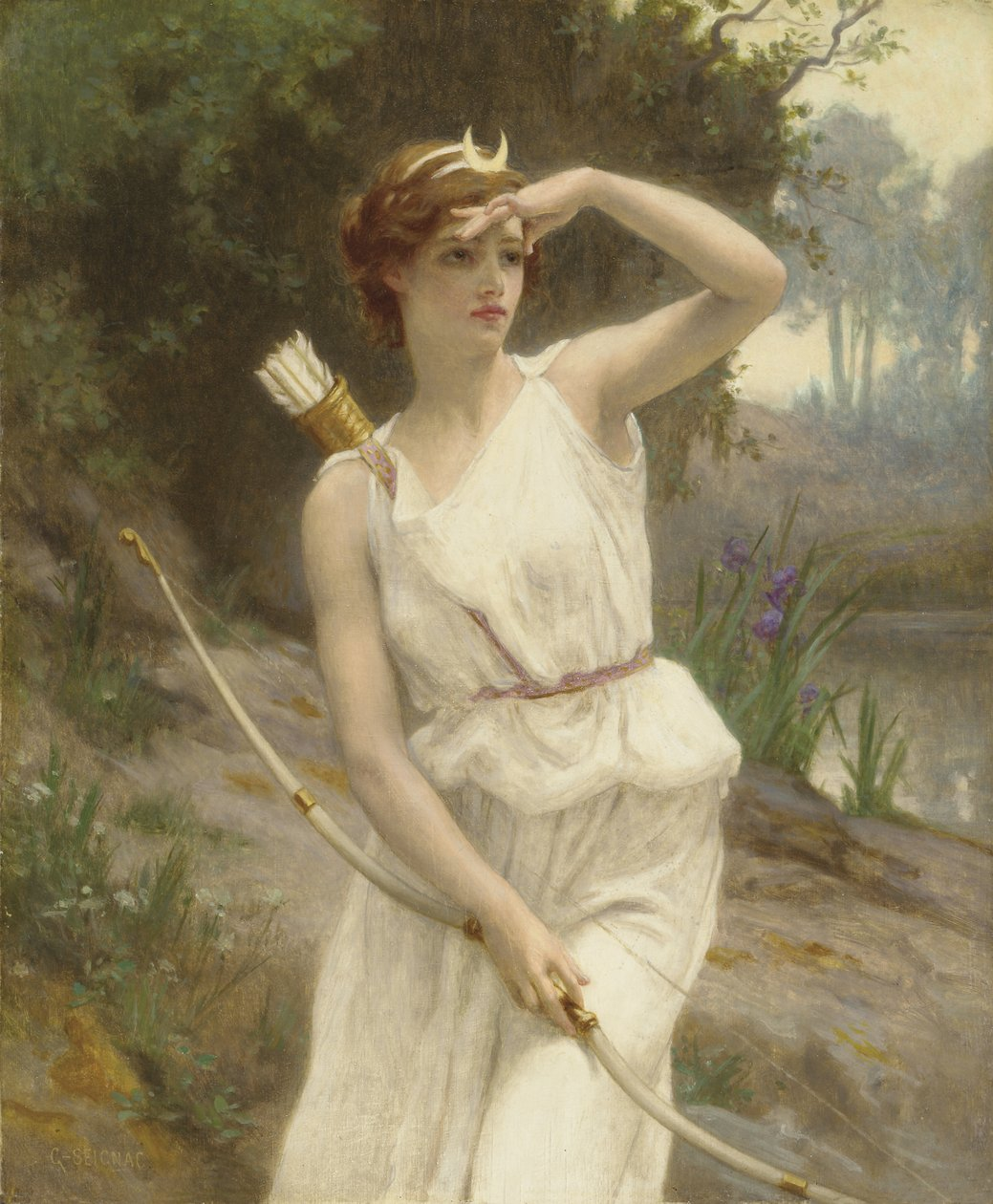
処女神アルテミス、ギヨーム・セリニャック

処女（しょじょ）とは、性行為の経験がない女性のこと。「バージン、ヴァージン（英語: virginから）」とも呼ぶ。対義語は非処女。女性に対して聖女な価値と重要性を置く文化的および宗教的伝統があり、個人的な純度、名誉、および価値の概念に関連付けられている。

## 概要
純潔と同様に処女の概念には伝統的に性的禁欲が含まれている。処女の概念には通常、道徳的または宗教的な問題が含まれ、社会的地位そして対人関係の点で影響を及ぼしうる。処女は過去のある社会では社会的な意味合いを持ち、重大な法的な意味合いを持っていたが、今日のほとんどの社会では法的な影響はない。
処女という言葉はもともと性的に経験がない女性だけを指していたが、伝統的、現代的、倫理的な概念に見られるように、さまざまな定義を含むように進化していった。異性愛者は、処女喪失について陰茎が膣へ挿入されることと考えている場合もあれば、そうでない場合もあるが、他の性的指向を持つ人は、処女喪失の定義としてオーラルセックスやアナルセックス、そしてお互いのマスターベーションを含む場合もしばしば見られる。処女の社会的意味は多くの社会に残っており、その社会において個人の社会的な機関に様々な影響を与える可能性がある。
処女は学術的な研究や調査の対象としても扱われる。後述するように、医学では処女検査や性感染症といった側面で処女は言及され、進化心理学では男女での純潔の価値の差や選好の差などで言及され、文化人類学やフェミニズムにおいても処女は研究テーマになることがある。他にも非処女と離婚との相関性といった調査は古くから行われてきた。

## 語源と用法

### 「virgin」（処女）の語源
virgin（処女）という言葉は、古フランス語のvirgineという単語が由来になっている。この単語はラテン語のvirgoが語源となっており、性的処女、文字通り「乙女」または「処女」を意味し、性的に無傷の若い女性もしくは「性的に未経験の女性」のことを指す。ラテン語の用法と同様に、英語におけるvirginも年齢、性別、性的な基準を緩和することで、より広い意味で使われることが多い。この場合、より成熟した女性は処女（ザ・ヴァージン・クイーン）であり、男性は処女であり、多くの分野へ初めて参入することは口語的に処女と呼ばれる。たとえば、スカイダイビング「処女」という様に。後者の用法では、処女は未開始を意味する。
ラテン語の単語はおそらく、「緑、新鮮、繁栄」を意味するvireoに基づく語彙素の組との類推から生じた可能性が高く、大部分は植物に関する言及であり、特にvirgaは「木片」を意味する。

英語で処女という単語が最初に使われている例は、1200年にケンブリッジ大学のトリニティ・カレッジで開催された中世英語写本に次のようにある。
Ðar haueð ... martirs, and confessors, and uirgines maked faier bode inne to women.
この文脈とその後の多くの文脈において、言及は具体的にはキリスト教であり、オルド聖母（聖母騎士団）のメンバーをほのめかしている。そしてこれは、教父の著作から、初期の教会以来存在していたことが知られている聖処女にあてはまる。

1300年頃までには、この語は拡張されてイエスの母であるマリアにも適用されるようになり、性の純潔にも明確に適用されるようになった。
Conceiud o þe hali gast, born o þe virgine marie.

この言葉がさらに広がり、高潔な(または純粋な)若い女性が含まれるようになった。これは宗教的な関係とは無関係であり、1400年までに次のようになった。
Voide & vacand of vices as virgyns it ware.
オックスフォード英語辞典（OED1、230~232ページ）の初版に収録されている18の処女の定義のうちの3つである。ただし、オックスフォード英語辞典の定義のほとんどは類似している。
ドイツ語で「処女」を意味するのはユングフラウ（Jungfrau）という単語である。ユングフラウは文字通り「若い女性」を意味するが、現代ではこの意味はもはや使われていない。代わりに「ジャンジュ・フラウ」（junge Frau）という単語が使われる。ユングフラウは特に性的経験のない人を指す言葉である。フラウ（Frau）は「女」という意味であり、女性の指示対象を示唆している。英語とは異なり、ドイツ語には男性の処女を指すユングリング（Jüngling）（Youngling）という特別な言葉もある。しかし、その言葉は古く、めったに使われることはない。ユングフラウには男性的な修飾語もあり、その例はドイツ語で「ユングフラウ(40)、メンリッヒ、そのように...」と題された40歳の男性の処女を描いた映画「The 40-Old Virgin」などが典型的なものである。なお、ドイツ語でも若い女性と少女を区別しており、彼女たちはメッドゥヘン（Mädchen）と呼ばれている。英国の同族「メイド」は、特に詩において処女性を暗示するためにしばしば使用された。例えば、英国の民間伝承における伝説的な無法者であるロビン・フッドが愛したメイド・マリアンなど。
男性の処女性に対して特定の名前を持つ言語はドイツ語だけではなく、フランス語では男性の処女を「プソー」（puceau）と呼ぶ。ギリシャ語で「処女」を意味する単語はパルテノス（パルテテノンを参照）である。典型的には英語のように女性に用いられるが、男性にも用いられ、どちらの場合も特に性的経験がないことを意味する。男性に使用される場合、それは「未婚」状態との強い関連はないが、女性に関しては、歴史的には、婚約中の女性を指すために時々使用されていた。この区別が必要なのは、ギリシャ語に妻（夫）を表す特別な単語がないためである。処女が過去の親密な関係や経験から変わらず性的な「空白な石版」を持っているという考えは、その一次的な意味から拡張すると、その人が純潔であることを暗示している。

### 「処女」の語源および過去における用法
白川静によれば、処女は聖所を指す「処」に仕える年齢に達した女性で、ヲトメも本来「わちかへり」成人になった女性を表した。
漢語の「処女」の本来の解釈は、「処」は「居る」の意味であり、「結婚前で実家に居る女性」という意味であり、「未婚」と「性交の未経験」がほとんど同義語として捉えられていた。以下、このような意味合いでの「処女」の用例をいくつか挙げる。
- 『孫子』から来た故事成語「始めは処女のごとく、後に脱兎のごとし」[21]。
- 以前は青年団等においてその女性組織を「処女会」と呼んでいた[22]。
- 和語の「オトメ」（乙女）も「未婚の女性」という意味で使われることがあり、「処女」を「オトメ」と訓読することもある。また、万葉集では、｢未通女」「童女」におとめの訓がある。
- また、聖母マリアのことを乙女マリアと呼ぶこともある。

### 「処女」の現代における用法
女性が初めて性行為を経験することを「処女を失う（なくす・喪失する・奪われる・捧げる・捨てる）」あるいは単に「処女喪失」、また「ロストバージン」などという。
「処女膜」という日本語自体が示すとおり、しばしば、女性が性行為を初めて経験する場合は処女膜の損傷と出血を伴うものと認識されていることが多いが、実際には性行為を経験しても処女膜が損傷しない場合もあり、逆に性行為以外の原因によって処女膜が損傷する場合もある。詳細は処女膜の項目参照。

### 「処女」のネットにおける用法
インターネット上では、「処女」という女性に限らず、初体験の相手と結婚した女性も「処女」に含まれることがあり、辞書的な意味よりも広く使われることがある。つまり、「未婚のときに結婚相手以外とセックスしていない女性」が「処女」と表現される。そのため「非処女」は単にセックスを経験した女性という意味ではなく、「初経験の相手と結婚しない女性」が「非処女」と呼ばれる。
論理学に関する著作が多い哲学者の三浦俊彦は、インターネットを中心に用いられている上記の定義を記号論理学などの表記や規則を用い、洗練させて論理的に正確な定義（文法的に対になっていて、排他的かつ網羅的な定義）を作成した。その定義では、処女とは「未婚のときに最初の結婚相手以外とセックスしていない女性」となり、非処女とは「未婚のときに最初の結婚相手以外とセックスしている女性」である。

### 転用

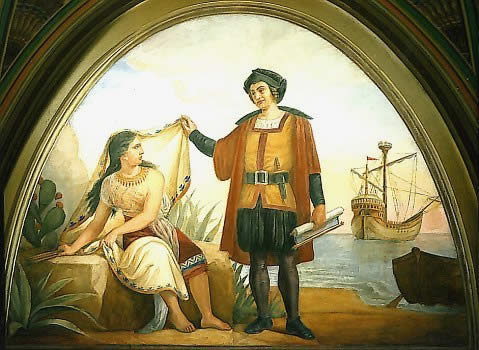
コロンブスのアメリカ大陸「発見」を象徴的に描いた壁画。「新世界」が先住民の若い女性によって象徴されている。

上述の意味から転じて、「初めての」（例：「処女作」、「処女航海」（これは船が女性として表現される事にもちなむ））、また「人がまだ足を踏み入れていない」（例：「処女地」、「処女雪」）という意味でも使われる。また、食品など原材料との関係でバージンと呼ばれるものも存在する。
- まだ人が一度も登頂したことのない山（未踏峰）のことを「処女峰」とも呼ぶ[29]。
- 自然のままの森林、原生林のこと「処女林」と呼ぶ[30]。
- 地下のマグマに含まれていた水で、火山爆発や温泉活動などによって初めて地表付近に現れ、新たに水循環に加わったものを「処女水」と呼ぶ[31]。
- ヘアカラーやパーマなど薬剤を使用した施術を何もしたことのない髪のことを「バージンヘア」という[32]。バージンヘアはカラー剤やパーマ剤によるヘアダメージがないため、キューティクルが規則正しく並んでおり、艶やかで芯のあるしなやかな髪が特徴である[32]。
- オリーブ・オイルで、果汁から遠心分離などによって直接得られた油を「バージン・オイル」、その中で果汁の香りが良いものを「エクストラ・バージン・オイル」と呼ぶ[33][34]。
- パルプで、古紙や再利用原料が含まれていない純木材パルプを「バージン・パルプ」と呼ぶ[35]。

## 文化
処女の概念は、特定の社会的、文化的、道徳的背景においてのみ重要であるという人もいる。ハンネ・ブランは、「処女は既知の生物学的命令を反映せず、明らかな進化的利点を与えない」と述べる。

### 処女喪失の定義

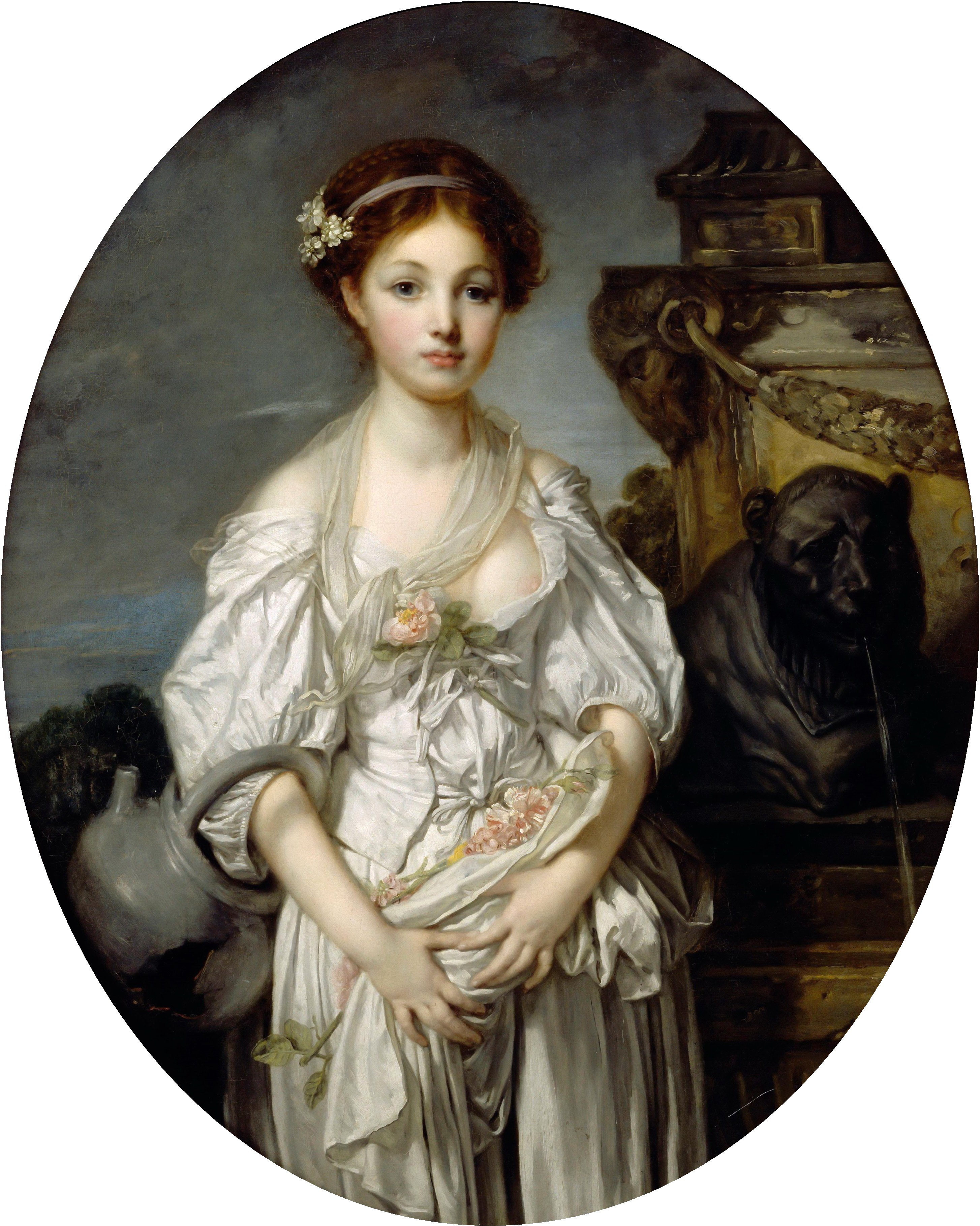
『壊れた甕』ジャン＝バティスト・グルーズによる絵画。処女喪失を表している。

どのような性的行為が処女の喪失をもたらすかについては、さまざまな考えがある。伝統的な見解では、同意しようがしまいが処女は陰茎の腟への挿入（膣性交）によってのみ失われ、オーラルセックス、アナルセックス、お互いのマスターベーションなどの膣への貫通を伴わないセックスでは処女喪失はしないとされている。膣への貫通を伴う性交をしないでアナルセックスや互いにマスターベーションしあう行為などをした人は、しばしば異性間性交や研究者の間で「形式上は処女」とみなされる。対照的に、ゲイやレズビアンの人々は、その行為で処女を失ったように表現することが多い。ゲイの男性の中には、陰茎を肛門に挿入することは処女の喪失ということになるが、オーラルセックスまたは非挿入性セックスは処女喪失にはならないと判断する人がいる。また、レズビアンはオーラルセックスやフィンガリングを処女の喪失とみなすことがある。従来の定義について議論する一部のレズビアンは、ペニスではないものが膣へ挿入されることが処女喪失になりうるかどうかを検討している。他のゲイやレズビアンは、一般的な従来の定義による処女という言葉は自分たちにとっては無意味なものであると主張する。レイプによって処女を失うことができるのかについても研究者の間では議論の対象となっており、処女は合意の上でのセックスによってのみ失われるという考えが一部の研究で広まっている。研究者で作家のローラ・M・カーペンターの研究では、多くの男女がレイプでは処女を奪うことができないと感じていることに関して議論をしている。そうした人たちの考えでは、処女が失われるのは「贈り物、汚名、プロセスの一部」の3つの方法のいずれかの場合であるという。
カーペンターは、処女喪失を決定するものは同性愛者の間でも異性愛者の間でも同じように多様であり、場合によっては前者の間でより多様であるという認識があるにもかかわらず、この問題は、処女喪失に関連する性的行為を「自身の性的指向に対応する行為」と見なしている人々としてその問題が示されていると主張している。このことはつまり「あなたがゲイなら、ゲイはアナルセックスをすることになっている。そして、あなたがレズビアンならレズビアンはオーラルセックスをすることになっている。いずれもそれらはゲイやレズビアンがすることであるから。こういったことは処女喪失の標識のようになっている」。
オーラルセックスを利用した性的禁欲である「形式的処女」の概念は、青少年の間で人気が高い。例えば、オーラルセックスは、処女を保つためだけでなく、親密さを維持するため、または妊娠を避けるために彼氏の気を引く思春期の少女の間では一般的である。JAMA誌に発表された1999年の研究（米国医師会雑誌）では、米国29州の599人の大学生から無作為に抽出した1991人のサンプルに基づいて、セックスの定義が検討された。その結果、60%が口と生殖器の接触（フェラチオやクンニリングスのように）は性行為を構成するものではないと答えている。本研究の共著者であるキンゼイ研究所のステファニー・サンダースは、「それが今起きている『形式的処女』である」と述べた。これとは対照的に、同研究所が2008年に発表した「次のような場合、『セックスしたことがある』と言えますか?」と質問する研究では、所見の著者であるローラ・リンドバーグは、「10代の若者は形式的には処女であると主張しながら、性的に活発になる手段として、膣の外のセックス、特にオーラルセックスに参加するということは広く信じられていることだ」と述べたが、彼女の研究は「膣性交の代わりをオーラルセックスがつとめていると思われていることは、主に神話であることを研究が示している」という結論を導いた。
2003年にCanadian Journal of Human Sexualityに発表された、アメリカ、イギリス、オーストラリアの大学生を対象にした、性交の定義と注意点に焦点を当てた研究では、「これらの研究では、回答者の大多数（97%以上）が性行為の定義にペニスを用いた膣性交を含めており、陰茎を用いたアナルセックスを性行為とみなす回答者は（70%から90%で）少なかった」、「口を用いた性交の行動は、回答者の32%から58%の間でセックスと定義された」と報告している。キンゼイ研究所は別の調査で、18歳から96歳までの484人を対象に調査を行い、「この調査に参加した人のほぼ95%が、ペニスと膣を使った性交は『セックスをした』ことを意味すると考えている。
キンゼイ研究所の別の研究では、18歳から96歳の484人を対象に調査を実施した。「調査に参加した人の95%近くが、ペニスと膣を使った性交は「セックスをした」ことを意味すると考えているが、質問がより具体的になるにつれて、その数は変化した。11%の回答者が、男性がオルガスムを達成したかどうかに基づいて「セックスした」と答え、オルガスムがないことはセックスを構成しないと結論づけている。「回答者の約80%が、ペニスと肛門を用いた性交は「セックスをした」と答え、約70%の人がオーラルセックスはセックスだと考えている」。
異性愛の10代の若者や若い成人が行う処女誓約（または禁欲誓約）には、「形式的な処女」の実践が含まれる場合がある。社会学者ピーター・ベアマンとハンナ・ブリュックナーによる査読を経た研究では、誓約後5年経った処女誓約者を調査し、誓約者は他の人と比べて性感染症（STDs）の割合がほぼ同じであり、少なくとも処女誓約をしていない者と同等の高い割合でアナルセックスと口を使った性交があったことが明らかになり、誓約者は膣を使った性交の代わりに口を使った性交とアナルセックスをしていると推定された。しかし、男性が報告した膣を使った性交を伴わないアナルセックスのデータでは、このことを直接反映したものではなかった。

### 早期の処女喪失
早期の処女喪失は、教育レベル、独立性、年齢や性別などの生物学的な因子、親の監督や宗教の所属などの社会的因子をはじめとする色々な因子と関連しており、最も一般的なものは社会人口の統計学的変数であることが示されている。これに加えて、性的虐待は、後の危険な性行動と若いころの自発的なセックスとの関連性も示されている。より若い年齢で性的な事柄を行うことは、コンドームの使用頻度の低下、満足度の低下、そして最初の性的接触に対する非自律的な理由の頻度の増加と関連している。幼年期に処女を失うことの悪影響には、経済的安定の可能性の低下、教育水準の低下、社会的孤立、夫婦間の不和、医学的影響の増大などがある。こういった医学的な結果をもたらすのは、STD、子宮頸癌、骨盤内炎症性疾患、妊孕性、そして望まない妊娠の増加によるものである。

### 処女の価値

#### 文化的価値
経済学者のファビオ・マリアーニが発表した論文によると、様々な社会を比較調査した結果、純潔（処女）の価値は女性が結婚市場で持っている価値と密接に関わっていることが明らかになった。このことはつまり、金持ちの男が貧しい女性を好きになり、その彼女が処女であれば喜んで結婚するが、非処女である場合は、必ずしも愛していなくても処女である金持ちの女性と結婚するということを意味している。実際に、多くの文化圏では、女性における最初のセックスは、重要な個人的に画期的出来事であると一般的に考えられている。「自分を大切に」、「処女を失う」、「誰かの処女を奪う」、「破瓜」などの表現にその意味が反映されており、時には、純真さ、誠実さ、純潔さといったものの終わり、そしてその人が性的見られることの終わりとみなされることもある。
伝統的に、女性は婚前交渉をしないで処女として結婚式に参加して、結婚を終える段階で処女を新しい夫に「捧げる」という文化的期待があった。女性の性行為は、女性が結婚するまでセックスすることを控えるという考え方を中心にして展開されてきた。
以前に性的に活発であった（あるいは処女膜が破れた）女性の中には、処女の証拠として、処女膜を修復したり置換するために処女膜縫合ないし処女膜形成術と呼ばれる外科的手術を受け、次にセックスした時に腟出血を引き起こせるようにすることがある（下記参照）。一部の文化圏では、未婚の女性が処女でないことが判明した場合、処女喪失がその女性自身の選択によるものであろうと強姦の結果であろうと、恥や排斥、さらには名誉殺人の対象となりうる。このような文化では、女性の処女は個人的な名誉や家族の名誉、特に結婚前に処女を喪失することが深い恥辱の問題とされる恥の社会として知られるものと密接に絡み合っている。アフリカの一部の地域では、処女とのセックスがHIVやエイズを治すという神話が広まり続けており、少女や女性がレイプされている。現代の多くの西洋文化に代表される他の社会では、結婚前に性的禁欲が欠如することは、以前にあった文化ほど社会的に非難されているわけではない。
処女は一部の文化では貴重な商品とみなされている。かつては、ほとんどの社会で、女性の結婚の選択肢は処女としての地位に大きく依存していた。処女でない女性は社会的に有利な結婚の機会が劇的に減少し、場合によっては結婚前の処女喪失によって結婚の機会が完全に失われた。ナタリー・ディランなどの現代における処女性オークションは2013年のドキュメンタリーHow to Lose Your Virginity（『あなたの処女性を失わせる方法』）で論じられている。
聖書においては、処女を誘惑したりレイプしたりした男に、花嫁料を父親に支払って娘と結婚することを要求させている。20世紀末までは、処女を奪ったが結婚しなかった男性を女性が訴える国もあった。一部の言語では、これらの損害に対する補償を「花冠の金（リースマネー）」と呼ぶ。

#### 処女オークション
現代では処女に価値があるので、オークションで処女との性交を出品した場合に高額の落札価格になる事例がいくつも見られる。例えば、アメリカの21歳の女子大生であるナタリー・ディランが、高額な学費ローンを返済するために、自身の処女をオークションに出品した結果、1万人ほどが入札し入札額は約3億3000万円にまで達した。また、ドイツの36歳の処女の女性もオークションを通じて自身の処女が3000万円ほどで落札された事例や、イタリアの18歳のモデルも自身の処女をオークションに登録し1億3500万円まで落札価格が高騰した事例、ルーマニア出身の18歳の女性が自身の処女を香港のビジネスマンに約3億円で売った事例、イギリスの26歳の女子大生が自身の処女をハリウッドスターに約1億5000万円で売った事例、東京の政治家がアゼルバイジャン出身の23歳のモデルの処女を約2億8800万円で落札した事例や、2018年5月にはウォールストリートの銀行家がジャスミーヌというパリ在住の20歳の女性の「処女」に対して約1億5600万円を支払った事例がある。
処女ビジネスの分野で最も成長しているサイトはシンデレラ・エスコートというドイツのサイトであり、ヤン・ザコビエルスキという27歳の男性が始めたサイトである。このサイトは大手新聞やテレビにも度々登場し企業の成長指数も急上昇しており、2017年4月の時点で400名の処女候補者を受け付けていたが、今後2年間で2万人近くに伸びると考えられている。ただし、処女であることを確証するため、心理テストや医学テストなどの様々な選考を通過しなければ、処女は採用されない。なお、この様な処女ビジネスに関して、処女の参入障壁はその性質上ほぼ無く、また米国のメキシコ国境地域などでは処女の価格はおよそ4万円ほどであるため、完全に競争が確保されている純潔（処女）市場において、実際に男性が払う金額はもっと低いものであるだろうと考える経済学者もいる。

#### 非処女の扱い
前述の通り、処女に関してそれは高く評価されるが、未婚の非処女に対してはそうではないため、処女検査は世界の少なくとも20カ国で文書化されていて、国によっては非処女罪というものが存在する。インドネシアでは陸海空の軍、警察が女性を採用する際の採用条件として「未婚である」とともに「性交未経験」を求めている。このため採用予定の女性に対し、処女検査が義務化され、非処女は不採用とする内部方針が長らく続いていた。また、アフガニスタンには、未婚の非処女は三ヶ月以下の懲役という法律が実在し、非処女の疑いをかけられた女性は警察に逮捕され処女検査を受けることになり、非処女とされたら投獄がなされる。2018年10月に行われた調査では、190人の女性が非処女罪で服役していた。また、初体験の際に出血しない花嫁は、夫によって父親に戻されて、即座に離婚が成立し、場合によっては殺されることさえあるという。
アフガニスタンほどのことはなくとも、一般に非処女が結婚において避けられる一つの理由としては、セックスに関するコストやリスクが男女それぞれで大きく異なるため、非処女である女性は結婚に適さないためである。つまり、女性がセックスする場合は、妊娠の危険性があり、男性よりも性病に感染しやすく、またその性病の影響も男性よりも大きいため、セックスして結婚しなかったことは、その女性が重要な局面で判断ミスをする人物と見なされるということである。

#### 童貞との比較
歴史的に、そして現代において、処女は童貞より重要であると考えられてきた。性欲が男らしさの基本であるという認識は、その人の社会的地位を低下させることなく、童貞への期待を低下させてきた。例えば、イスラム文化の中には、性的に活発だったりレイプされたりした未婚の女性は、名前を呼ばれたり、遠まわしにされたり、家族に恥をかかせたりすることがある一方で、コーランでは男女ともに婚前交渉は禁止されているにも関わらず、未婚の男性は童貞を失っても女性のようにはならない。さまざまな国や文化の中で、男性は性的衝動を感じることや性的経験を積んだりすることを期待されたり、勧められたりしている。これらの基準に従わないと、他の男性からからかわれたり嘲笑されたりすることがよくみられる。ガットマッハー研究所が2003年に行った研究によると、ほとんどの国では、ほとんどの男性が20歳の誕生日までに性交を経験している。
男性のセクシャリティは、生まれつき競争的なものであり、女性のセクシャリティや処女とは異なる文化的価値観やスティグマを示すものと考えられている。ウェンガーとバーガーの研究者はある研究で、童貞は社会において現実の物事であると理解されているが、社会学の研究では無視されていることを発見した。特にアメリカ文化の中では、『42年の夏』や『アメリカン・パイ』のような映画の中で、童貞は恥と嘲笑の対象とされており、典型的に童貞は社会的に無能であると表現されている。このようなことから、男性の中には童貞であることを秘密にしている人もいる。
また、現代では女性は花婿が童貞であることに価値を見出さないのに対して、男性は花嫁が処女であることを高く評価する。アメリカで行なわれた配偶者選択に関する世代間比較調査では、男性が女性よりも、未来の配偶者の純潔性を重視する傾向がはっきりと見られた。こういった傾向は、処女喪失には魅力や努力がほとんど必要がないのに比べて、童貞喪失には一般的に選り好みの激しい女性を魅了するのに多くの魅力や努力などが必要とされるためだと説明できる。つまり、男は魅力がないと風俗嬢以外のセックス相手を得ることができず、童貞を脱するのが難しいということである。
日本の裁判においても、婚約後双方が童貞処女を喪失し、その後婚約が破棄された場合「慰藉料を請求し得るのは女子のみであつて、男子は之を請求し得ない。これ女子の貞操の喪失、即ち其の純潔の喪失に対する社会的評價」は男子と異なるとした事例が存在する。

### 処女厨とアンチ処女厨

#### 処女厨
論理学の著作も多い哲学者の三浦俊彦は、『下半身の論理学』という本の中で「処女厨」について分析をしている。まず、三浦はニコニコ大百科の「処女厨」の項目の定義である「処女信仰の中でも度を超えた迷惑行為をするものに対する呼称」を示し、さらにその内容を引用している。ニコニコ大百科の説明する処女厨では、基本的に女性アイドルや声優、アニメやゲームの女性キャラクターに処女であることを過度に要求する者たちに限定しているが、三浦はそれを狭義の処女厨として、リアル世界の三次元女性のうち処女に固執するものや、自身が恋愛しているかの有無に関わらず恋愛関係のネット掲示板、質問サイト、ブログなどで非処女罵倒の荒らしなどの迷惑行為をする者たちなどを広義の処女厨(三次元処女厨を含む)として、三浦は広義の処女厨に基づいて議論を展開していく。
三浦によると、処女厨の主流を占めるのは、「結婚相手は絶対に処女」「付き合っていても非処女なら結婚相手とは考えない」「非処女が諸悪の根源」と公言する男性であるという。また、ネット用語での処女は前述の「『処女』のネットにおける用法」にある通り「夫以外の男とセックスしていない女」であるので、処女膜が貫通されたかどうかを第一の問題とするいわゆる「処女膜フェチ」とは異なり、過去の人間関係つまり「純潔」によって処女と非処女に差別をつける精神主義者であるとされる。そのため、事故やレイプで処女膜を失った女は、処女厨による批判対象にはなっていない。前者は本人の意思と関係ない事故によるもので啓蒙の対象外となり、後者は結婚の規範を守っているのでともに「非処女」の定義から除外される。また、処女厨の大半は、個人として非処女を嫌っているわけではなく、風俗嬢やAV女優に対して嫌悪を感じる男がめったにいないのと同じように、結婚以外の文脈で非処女に対して嫌悪感を抱くということは一般にない。
処女厨の身元や実態については詳細は不明だが、「非処女は恋人にできない」とこだわる童貞は少ないという。そして、一般にはよく言われ、特に非処女が信じているとされる「モテない男が処女厨になるんでしょ」といったイメージは実態と異なり、結婚市場で高スペックに分類される経済力が確かな男ほど処女厨率が高いとされる。実際にネットで職業を明かしている処女厨には、医師や医学生といった高スペック男が異様に多い。これは江戸時代に上流階級の武家で貞操道徳が厳しかったことや、総合的に高スペックに分類される芸能人や文化人などによる「処女じゃなきゃダメ」「処女がいい」「処女だから結婚した」系統の発言がネットで度々コピペされていること、現代でも世界中で地位や財産と配偶者防衛の度合いが比例する事実と整合的である。また、処女厨がただの迷信家でありそういった人に非処女が興味なければ、処女厨から結婚対象外にされても非処女が怒る必要はないが、実際には非処女が怒っているのは、「処女厨の主力は高スペックなセレブ男たち」という事実に非処女がうすうす気がついていると指摘されている。
処女厨の主張は「結婚後に貞操道徳を要求するなら、結婚前にも貞操道徳を適用せよ」というものであると考えられる。処女厨は質問サイトの各種振る舞いから、その動機として、私的怨嵯だけではなく、「男の本音(付き合う相手としては非処女、結婚相手としては処女という常識)をあまりにもわかっていない女全般に対する苛立ち」が大きな比重を占めているとされている。そのため、処女厨が特に敵視しているのは、「結婚前に自由意志で、結婚相手以外と、タダ同然でセックスした専業主婦志向の女」にであり、セックスの真価を理解できていない勘違いをした女が攻撃対象となっている。
なお、一般に相手に処女であることを求めて、自身も童貞を守るつもりである人は処女厨ではなく、「OEO(Only Each Ohter)思想」の信奉者とされ処女厨とは区別される。この思想に近い用語としては「オンリー・ユー・フォーエヴァー症候群」や「ロマンティック・ラブ・イデオロギー」などが挙げられる。また、処女厨は処女崇拝という積極的意図よりも、非処女蔑視という消極的意図の方が処女厨の主流を形作っているとされている。

#### アンチ処女厨
処女厨に反感を持つものは「非処女厨」と呼ばれるが、「非・処女厨」（処女厨でない者）か「非処女・厨」（非処女を好み処女を貶める者）かはっきりせず曖昧であるので、ネットでは「非処女厨」という言葉は必ずしも推奨されていない。実際のところ、ネットでは「アンチ処女厨」という意味で用いられていることが圧倒的に多い。
処女厨やアンチ処女厨がよく見られる場所は、2ちゃんねるの掲示板やYahoo!知恵袋などの質問サイトが代表的である。恋愛・結婚ネタでは処女厨やアンチ処女厨が集まるスレッドがたくさん作られているが、アンチ処女厨が連携する場所はあまり見られず、各々が単独で処女厨スレに叩きに来る傾向がある。なお、エロゲー掲示板ではアンチ処女厨が集まったスレッドである「処女厨アンチスレ」などが異様に多く、逆は少ないという。
アンチ処女厨の身元や実態については詳細は不明であるが、当然、処女厨の攻撃対象である非処女がその主力であると考えられているものの、非処女になりすました男もそのうちの何割かいるとする推測がしばしば見られる。具体的には非処女と結婚した男、女に本音がバレるとセックスのチャンスが減ってまずいと危惧するチャラ男、処女言説を家父長制イデオロギーとして警戒するフェミニスト、処女厨の必死さが単に気に食わない人々、掲示板を荒らしたいだけの愉快犯などなどである。処女厨は当の処女に嫌われているという書き込みも、こういった人によるなりすましであると考えている人は多いという。

### フェミニズムにおける位置づけ
処女は歴史的に純粋さや価値と関連付けられてきたが、多くのフェミニスト学者は、処女は神話であると信じている。それによると、処女の標準化された医学的定義は存在せず、処女喪失において科学的に検証可能な証拠はなく、セックスは人格の変化をもたらさないと主張している。フェミニスト作家で『純潔の神話（The Purity Myth）』の著者であるジェシカ・ヴァレンティは、処女喪失の多くの個々の定義のため処女の概念という概念は疑わしいとし、処女を評価することが女性の道徳を「両脚の間」に置いたとする理由を説明し、性行為は道徳や倫理に何らかの影響を及ぼすという考えを批判している。

### 処女の証明

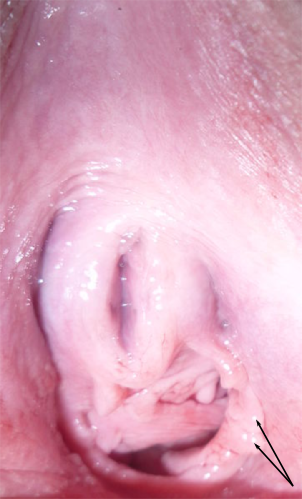
矢印は、挿入性交をしたことのない人の処女膜の処女膜痕(残り)を指している。

一部の文化では、結婚前に花嫁が処女であることを証明する必要がある。これは伝統的には正常な処女膜があることが検査されている。処女であることは、身体診察を行い医師によって発行される「処女証明書」を得るか、最初に許可されたセックスの後に処女膜を裂いた結果生じる膣出血である「血液の証拠」により確認される。いくつかの文化では、婚姻がなされたことと花嫁が処女であったことを証明するものとして婚姻の斑点のあるベッドシーツが展示された。強制的な処女検査は世界の多くの地域で行われているが、今日では女性虐待の一形態として非難されている。世界保健機関(WHO)によると、「性的暴力には、女性器切除や処女検査義務付けなど、女性の性的完全性に対する暴力行為を含む幅広い行為が含まれている」。
研究者らは、処女膜の有無は、女性が膣に挿入されたかどうかの信頼できる指標ではないことを強調している。処女膜は外陰部のすぐ内側にある薄い膜で、膣管の入口を部分的に塞ぐことができる。柔軟性があり、最初に腟と性交するときに伸びたり裂けたりすることがある。しかしながら、処女膜は身体活動中に破壊されることもある。多くの女性は、生まれたときに容易に引き伸ばされ、すでに穿孔しているような薄くてもろい処女膜を有しているので、しばしば運動活動を介して気づくこともなく処女膜が破れることがある。例えば、自転車に乗っている間にスリップすると、時折、自転車のサドルホーンが膣の入口からちょうど処女膜を破るのに十分なところまで侵入することがある。さらに、処女性の証拠として、損傷した処女膜を修復または置換するために処女膜縫合（または処女膜形成）手術を受け、次の性交時に膣出血が起きるようにする女性がいる。このことが処女性詐欺や不必要な行為だと考える人もいれば、生まれ変わった処女であると自称する人もいる。また、女性が性交の2時間ほど前に、「血液粉末（blood-powder）」と名付けられた赤い粉末が入ったカプセルを体内に入れておくとその時に処女の出血を装えるというものが販売されている。
処女膜を持たずに生まれてくる女性もいるというのが通説であるが、最近の研究ではこのことに疑問が投げかけられている。ほとんどすべての女性が処女膜をもって生まれている可能性があるが、しかし、必ずしも膣性交の最初の経験の間に測定可能な変化を経験するものではない。医療行為によっては、女性の処女膜を開く必要が生じることがある（処女膜切開）。

### 芸術作品
芸術作品において処女がテーマや題材になることがある。現代芸術では、サルバドール・ダリの「自らの純潔に獣姦される若い処女」、マルセル・デュシャンの「処女から花嫁への移行」、エリザベート・スティーンストラの「処女の光」といった作品がある。

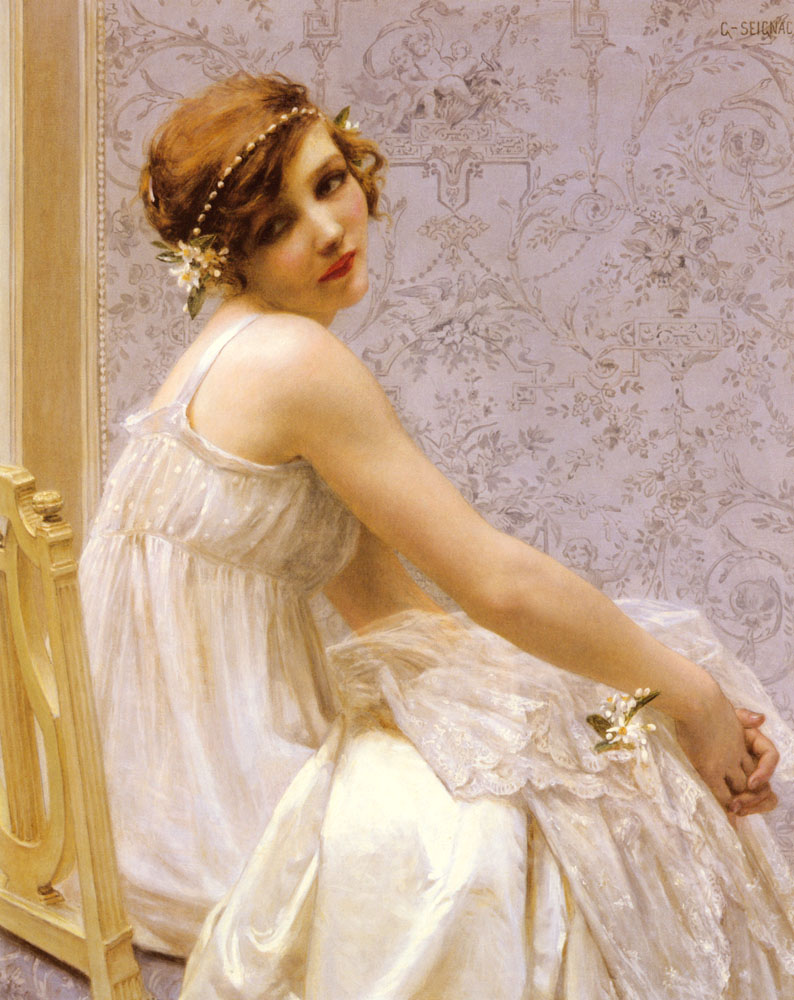
「処女」(ギヨーム・セニャック)
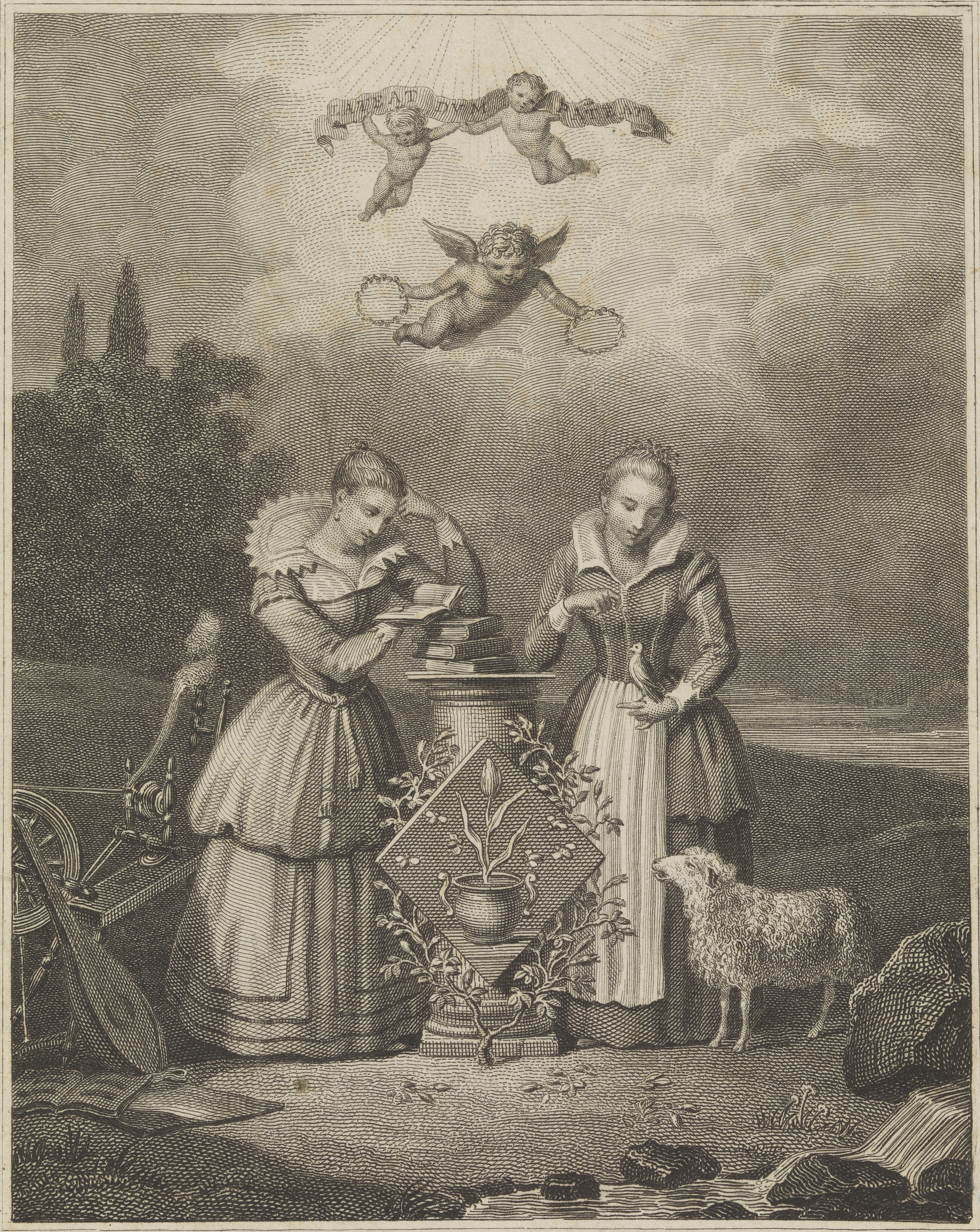
「処女の紋章」(P.ヴェリンによる彫刻)
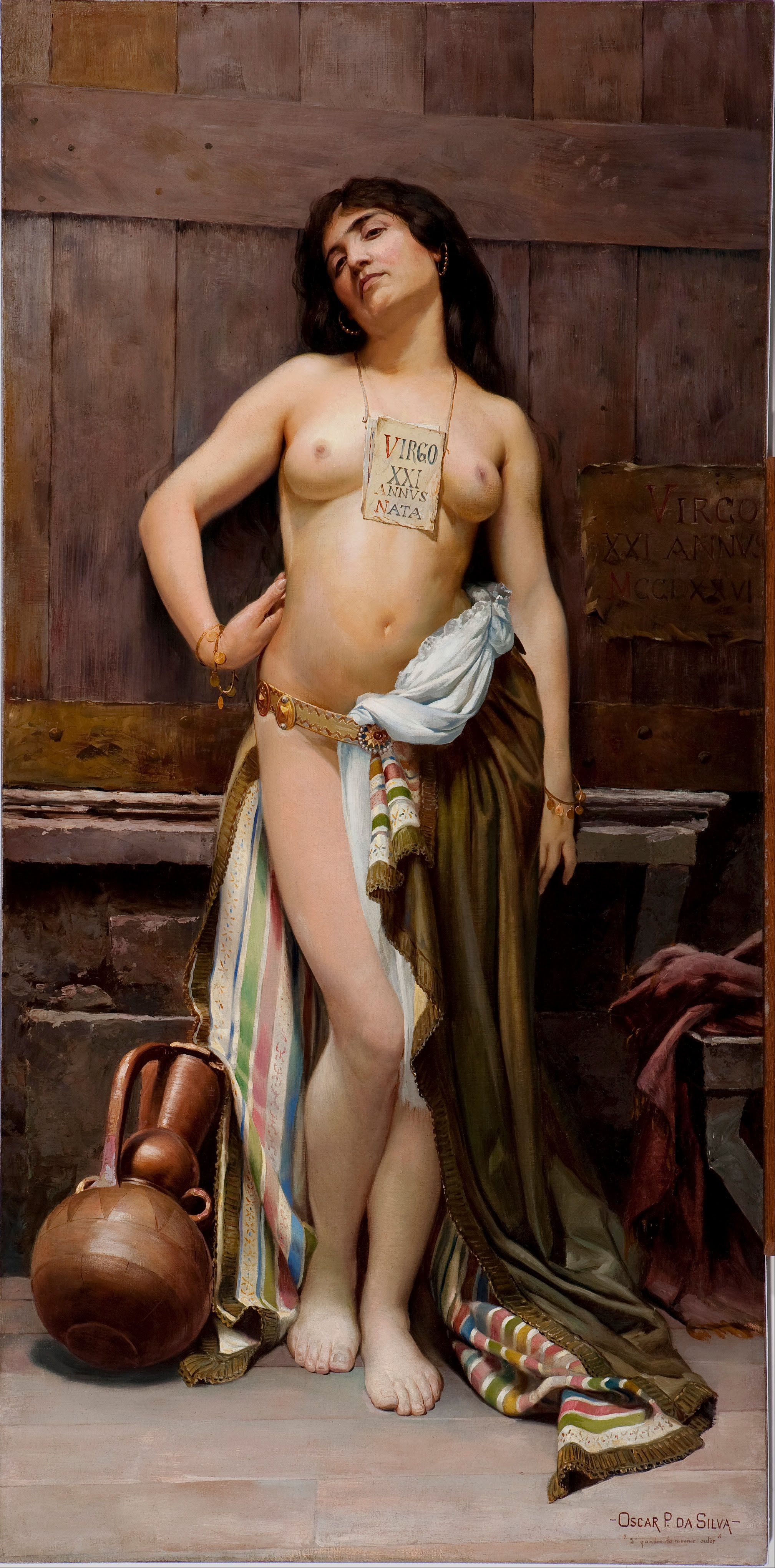
「ローマの奴隷」(オスカー・ペレイラ・ダ・シルバ) 首にかけられたものには「21歳の処女」と書かれている。
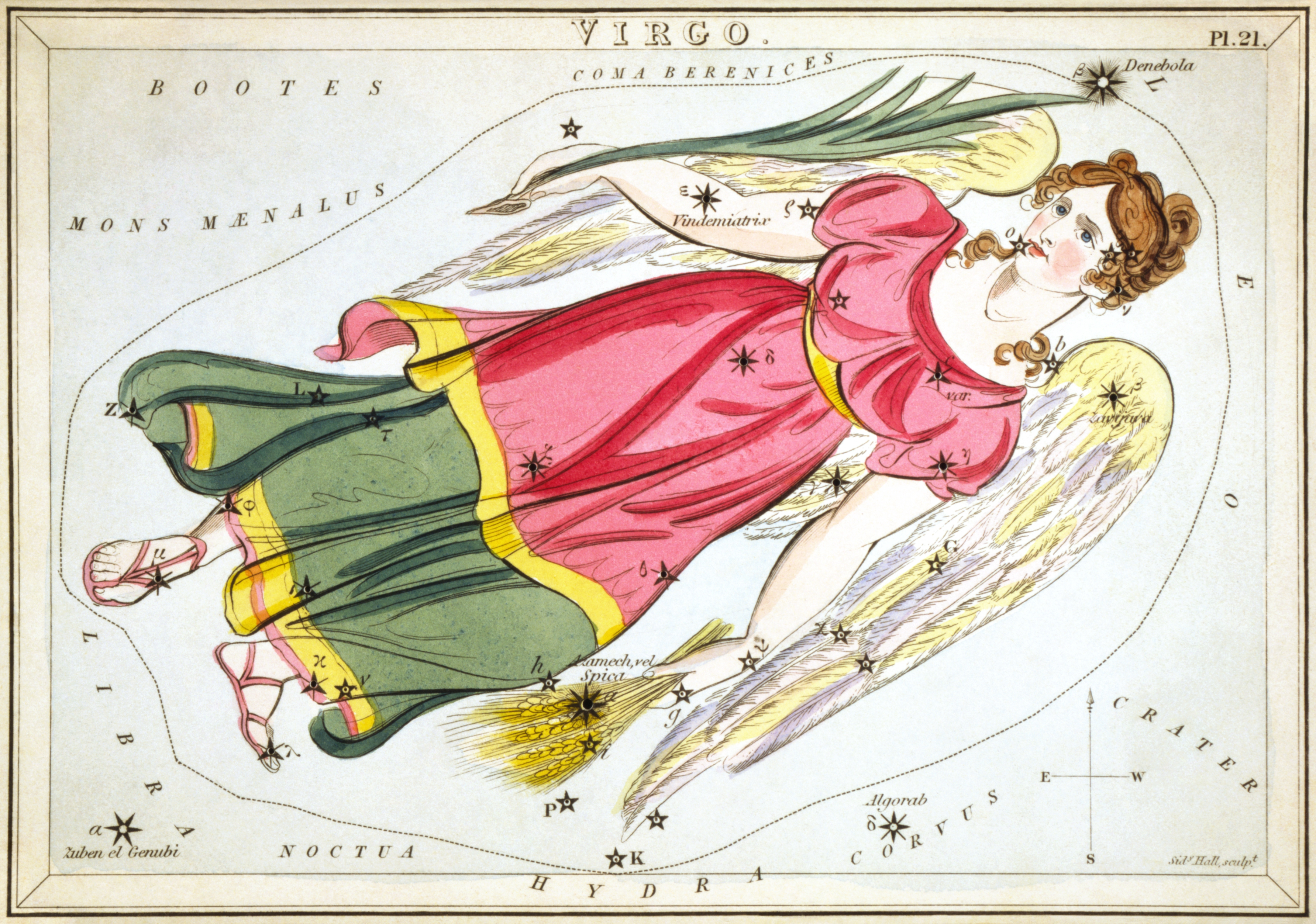
「乙女座」(シドニー・ホール)
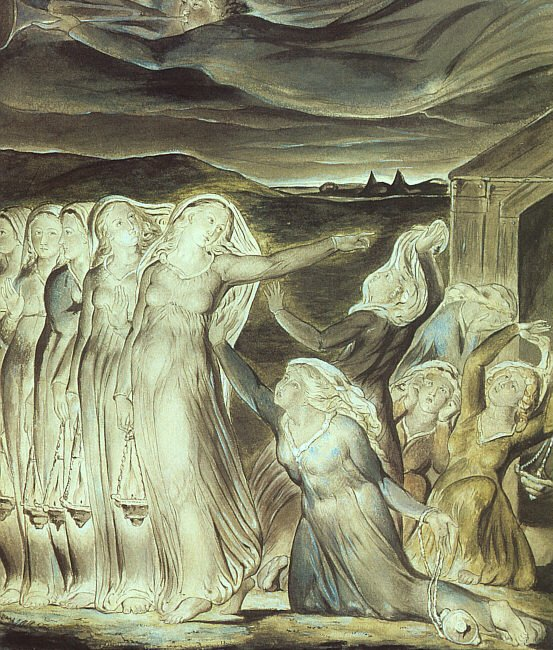
「10人の処女」(ウィリアム・ブレイク)
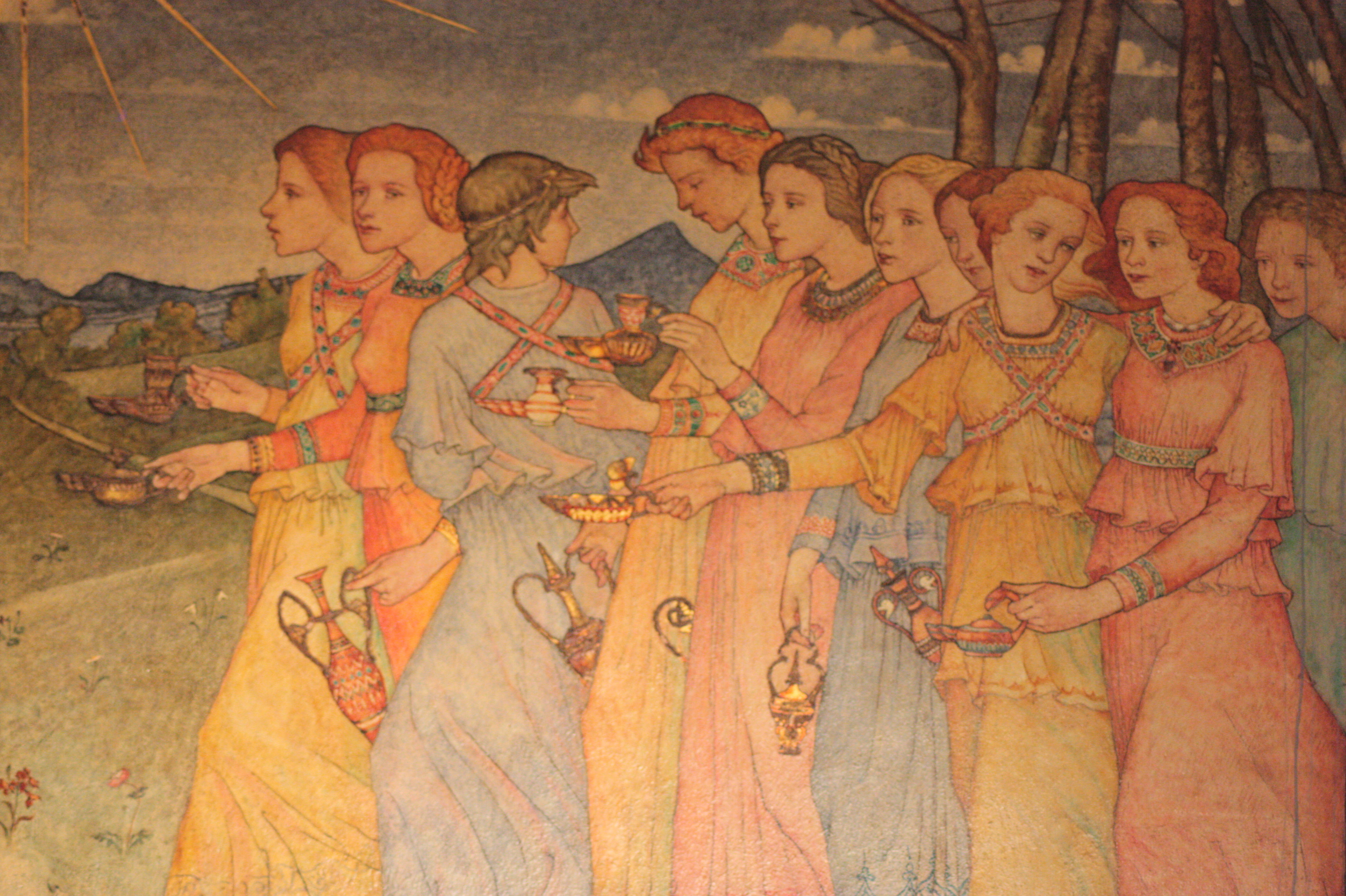
「十人の処女のたとえ」（フィービー・アンナ・トラクエアー）エディンバラのマンスフィールドトラクエア教会
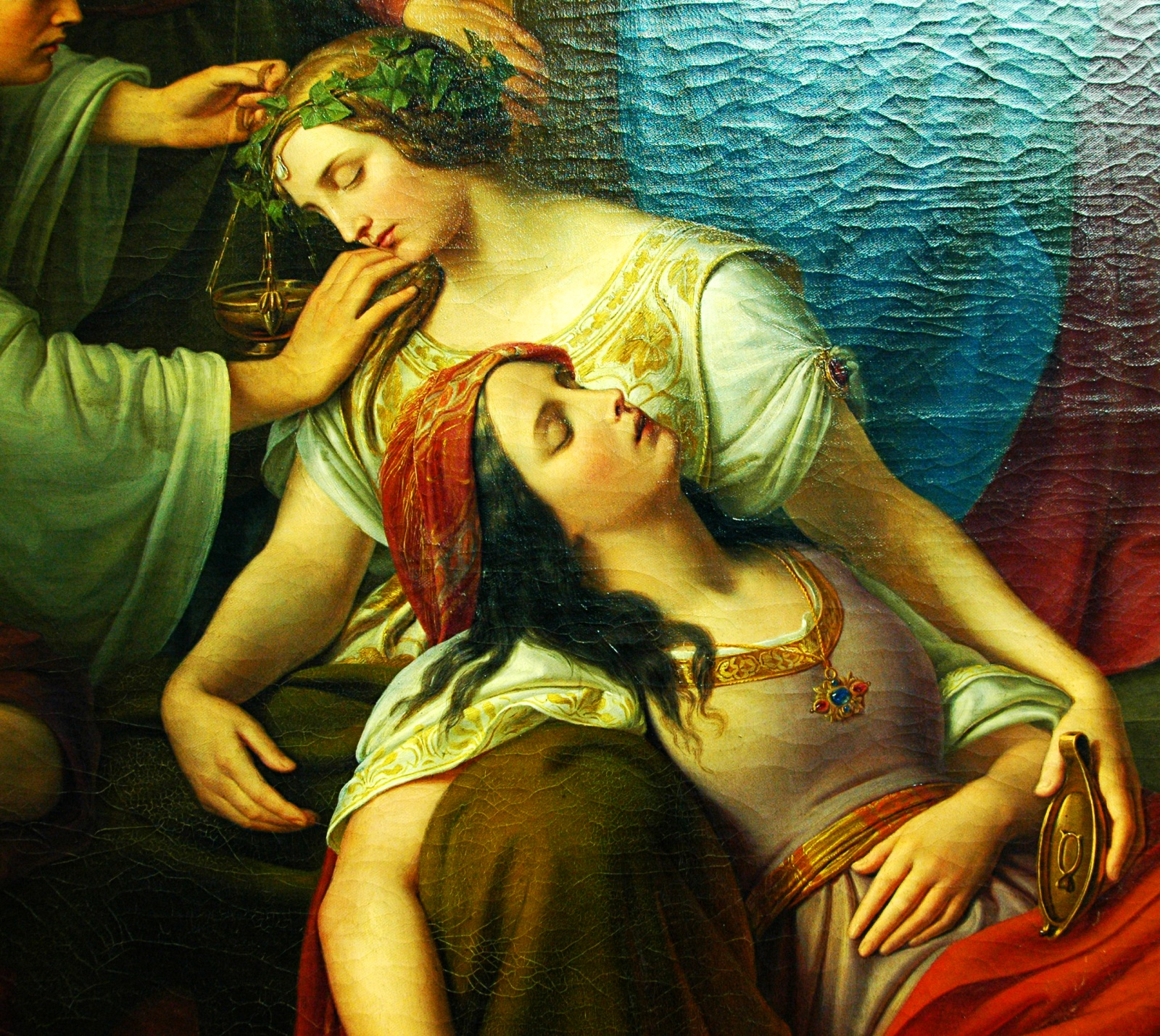
「賢い処女とおろかな処女のたとえ話」（フリードリッヒ・ヴィルヘルム・フォン・シャドー）1838-1842年、シュテーデル美術館、フランクフルト・アム・マイン
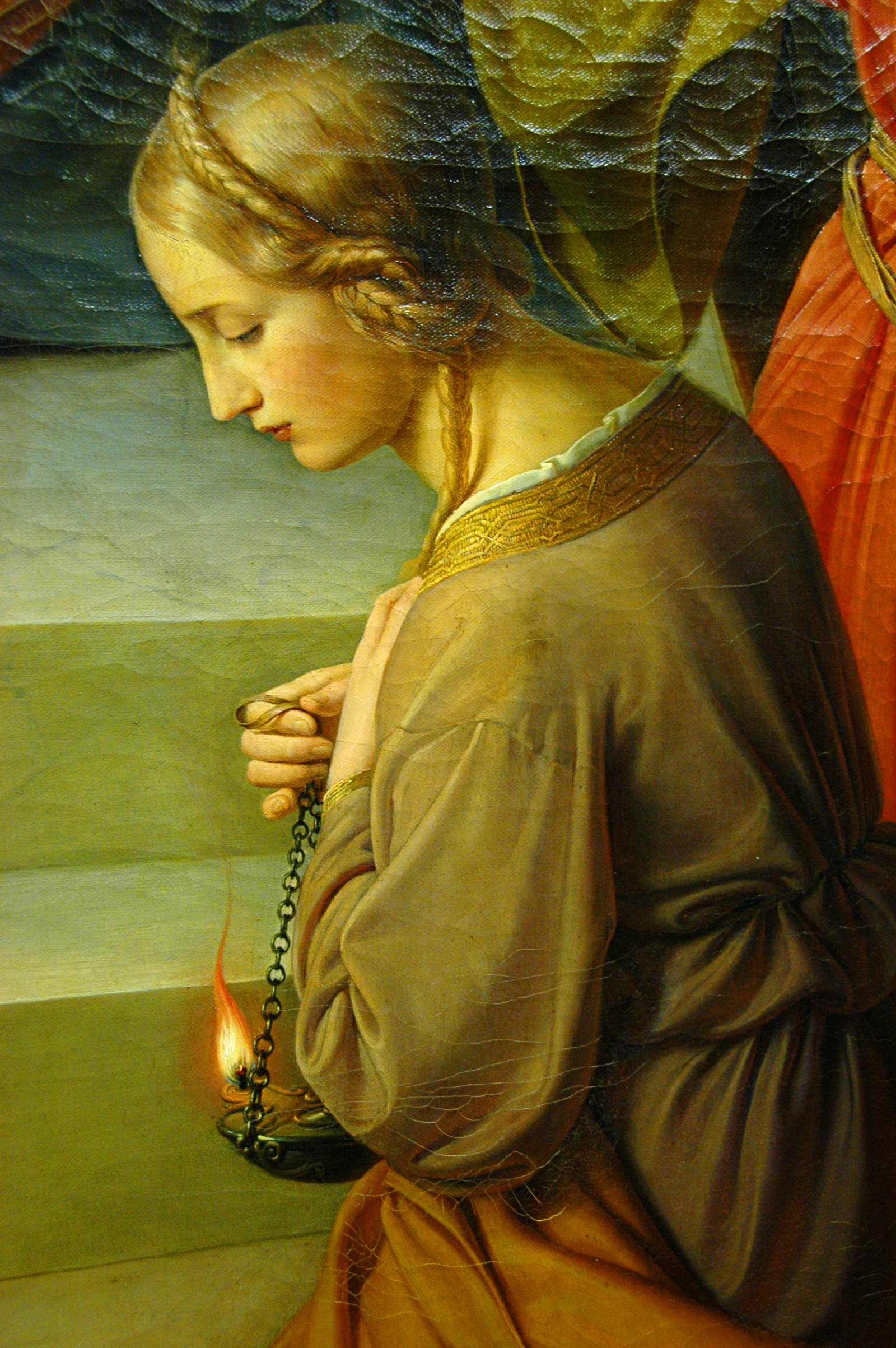
「賢い処女とおろかな処女」（フリードリッヒ・ヴィルヘルム・フォン・シャドー）
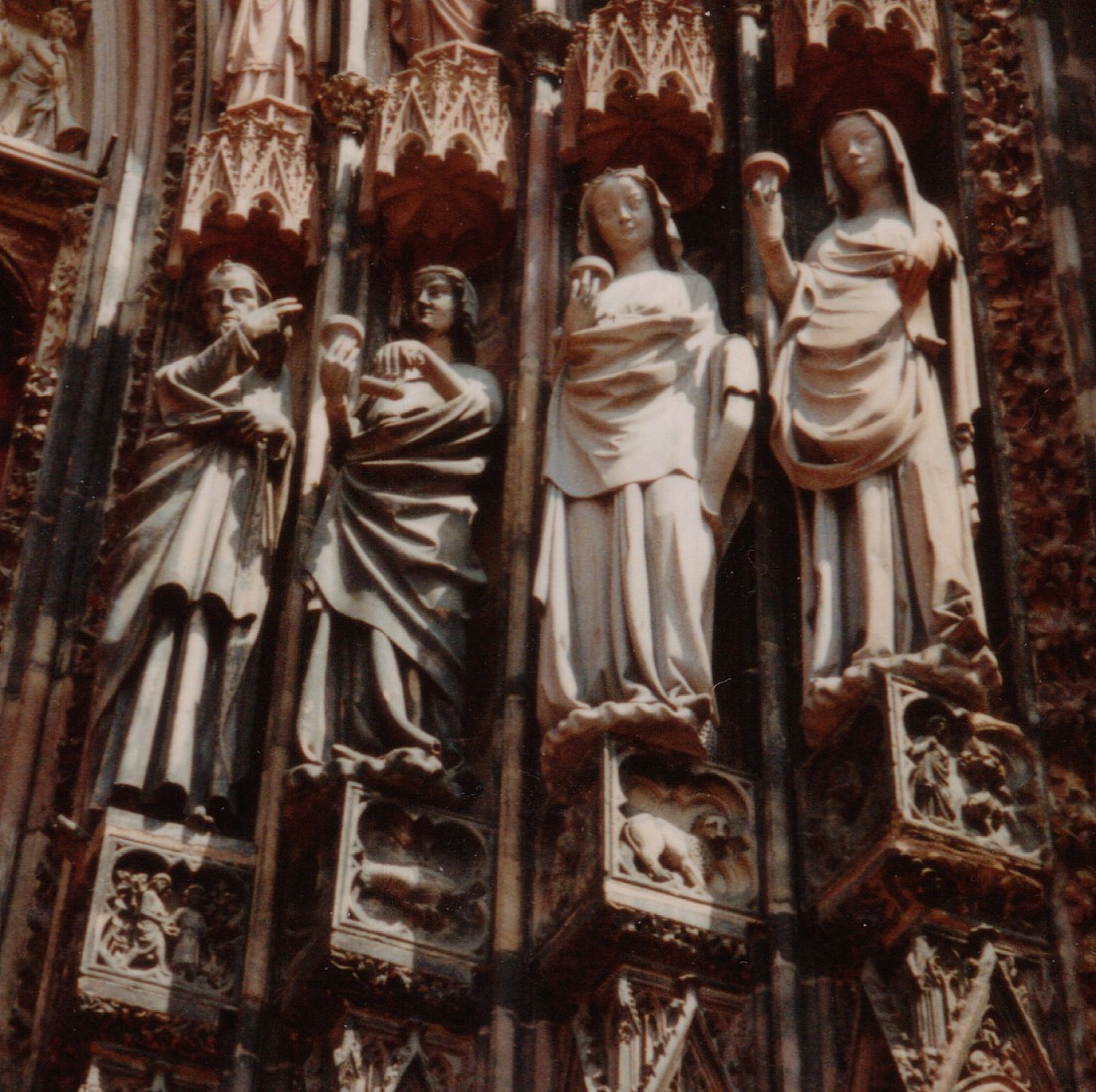
ストラスブール大聖堂には、キリストと共に3人の賢い処女の像がある

### その他

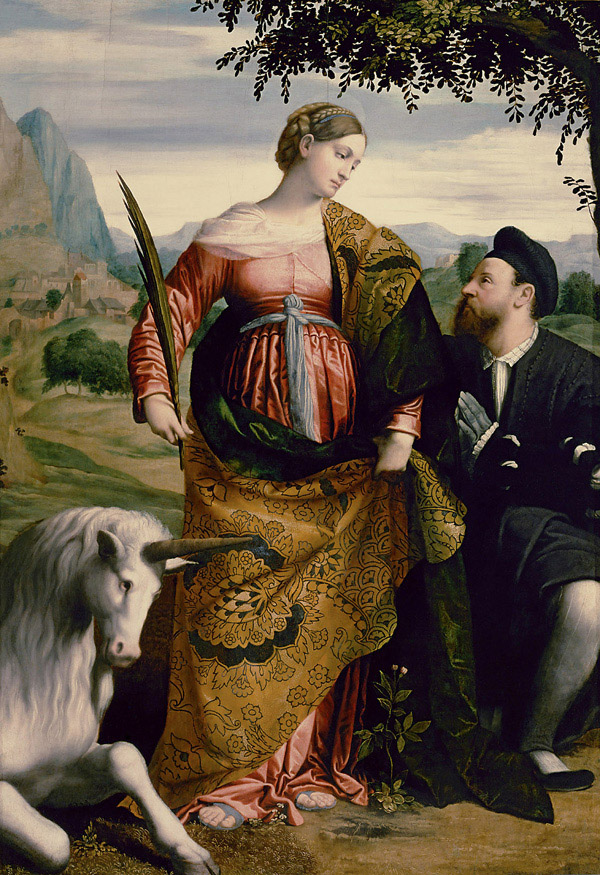
モレット・ダ・ブレシア 「一角獣を連れた聖ユスティナと寄贈者」 油彩画、1530 - 1534年頃、美術史博物館、ウィーン。

- 配偶者やパートナーが決して性行為をしないことを望む衝動を「ヴァージン・コンプレックス」という。自分が自分自身にヴァージン・コンプレックスを持つこともある[112][113][114]。
- 処女や処女喪失に対して性的興奮を感じるセクシュアリティをデフロランティズム（処女性愛）という。
- 老人が裸の処女と添い寝して若さを回復する回春術をシュナミティズムという[115]。
- ユニコーンは非常に獰猛であるが人間の力で殺すことが可能な生物で、処女の懐に抱かれておとなしくなるという。ユニコーンを捕らえるもう一つの方法は処女の娘を連れて来てユニコーンを誘惑させて捕まえるというものである。不思議なことにユニコーンは乙女に思いを寄せているという。美しく装った生粋の処女をユニコーンの棲む森や巣穴に連れて行き、一人にさせる。すると処女の香りを嗅ぎつけたユニコーンが処女に魅せられ、自分の獰猛さを忘れて、近づいて来る。そして、その処女の膝の上に頭を置き眠り込んでしまう。このように麻痺したユニコーンは近くに隠れていた狩人達によって身を守る術もなく捕まるのである。しかし、もし自分と関わった処女が偽物であることがわかった場合は、激しく怒り狂い、自分を騙した女性を殺してしまうという。処女を好むことから、ユニコーンは貞潔を表わすものとされている。
- 純白のドレスとベールは、本来は処女のみ着用が許されている。処女でない女性は着色されたドレスを着用する。教父・テルトゥリアヌスは、聖書のリベカにならい、処女の花嫁はヴェールを被るべきだとした。ヴェールは女性の処女性と従順の象徴である[116][117]。
- 処女である女性と結婚相手に処女を希望する男性のマッチングをサポートする「クロスポート」という婚活サイトがある[118]。処女であることはその女性の自己申告であるものの、処女であることが女性の入会条件となっている[119]。

## 各国での文化

### 日本

#### 古代日本
日本では、折口信夫『古代日本の恋愛観』によれば、ある年齢以下の童女に触れる男性は穢れるとされた。成女戒を受け「ヲトメ」になったものは、夜中あるいは祭りの日などハレの日に所属するコミュニティの男性と性行為を行った（いわゆる夜這い）婚姻後は、嘗ての日本では貞淑となったと、谷川健一著、『草履の足音』に書いてあり、また折口は「結婚後、一から二週間程 夜は旦那から逃げ回る」嫁の風習があり、一週間ほどで見つけられた嫁は貞操を疑われたという。尚万葉集に見られる、「男性に言い寄られて死ぬ女」は、たいてい巫女の習俗を表した歌であるとするのが折口説である
柳田國男の『巫女考』によれば、伊勢神宮の斎宮（サイクウまたはイツキノミヤ）に奉仕する斎王（イツキノミヤ）、斎大明神に仕える斎女（イツキメ）等、特殊な巫女を除き、大半の巫女は、神の子孫を伝えるため結婚し子を造って神社を経営した。

#### 夜這い（小谷野説に基づく）
マスコミに出ることも多い上野千鶴子、田中優子、佐伯順子の出版する著作物や、それらを基にした江戸時代の有様が流布することによって、「前近代には性の抑圧がなかった」、「望みさえすれば好みの相手とセックスできた」、「性におおらかだった」といった歪んだ近世像や俗説が広まっているとして、作家であり比較文学者である小谷野敦は「江戸幻想」であると批判をしている。夜這いに関して小谷野によると、夜這いに代表される昔の農村の性的自由は素晴らしいという言説は、夜這い研究の民俗学者である赤松啓介のものを上野千鶴子がリヴァイヴァルしていることが影響しているのだという。さらに小谷野は歴史家の村上信彦、歴史学者・沢山美果子の『出産と身体の近世』、民俗学者・岩田重則の『ムラの若者・くにの若者』といった研究を参照にして、上野らが夜這いを美化していると指摘する。小谷野に参照されたそれらの研究によると、若衆宿は娘宿を支配する関係にあり、男は何人と寝ても非難されなかったが、女は一人の男と寝ると婚姻関係に入るものとされたことや、娘は夜這いを拒否することはできず不本意な妊娠をして私生児を産んだりしたこと、固定した性関係は結婚に至るものとされたことなどは普通に起きていたという。こういったことを踏まえて、小谷野は「前近代の日本人は性に関しておおらかだった」というところの「おおらか」とは、強姦の自由、セクハラの自由、妊娠したら堕胎する自由、間引きする自由といったものを含んでいると指摘する。実際に向谷喜久江の『よばいのあったころ――証言・周防の性風俗』には「娘にとって、夜這いほど恐ろしいもんはありませんでした」、「結婚していちばん嬉しかったんは、夜這いのことを心配せんでぐっすり眠れることでした」といった証言がある。
上記の夜這いに関連して明治以前には処女概念がなかったといわれることがあるが、それについて小谷野は1834年の『色道禁秘抄』という本に処女かどうか鑑別する方法が書かれている点から、その言説は嘘だと考えている。また、曲亭馬琴の時点ですでに姑摩姫という処女が強くて美しいイメージのある人物がいたことも指摘する。
戦国時代にいた宣教師のルイス・フロイスは、日本人女性は貞操や純潔について問題にしていないとしたが、それはフロイスが未だ近世町人として自立していない前の、下層町人、あるいは農民の娘たちの姿を見たのだろうと小谷野は言う。小谷野の私見では日本には公家文化、武士文化、町人文化といった3つの層が存在しており、公家文化は母系制や双系制であったため女の貞操をそれほど厳重に注意する必要がなかったが、武士文化では父系制をとったため女が政略結婚の重要な「財」としてあった。そのため、近世の武家の女性に不義密通が多かったが、その女性たちは厳しい処罰の対象になったことが歴史学者・氏家幹人の『不義密通』に描かれており、武家の女性は処女であることが求められた。また町人文化は公家文化とは大きく異なり、上層町人において自家の娘である「地女」を男たちの自由な性の対象とならぬ用に隔離されており、娘の恋愛・結婚に対してかなり厳しかったことが『心中天網島』や『心中宵庚申』といった浄瑠璃に示されている。

#### 現代日本
日本性教育協会の調査によると、2017年の時点で女性の性交未経験率（処女率）は、女子中学生で95.5%、女子高生で80.7%、女子大生では63.3%となっている。国立社会保障・人口問題研究所が2015年に行った第15回出生同行基本調査によると、独身女性の性交未経験率は、18-34歳で44.2%、18-19歳で74.5%、20-24歳で46.5%、25-29歳で32.6%、30-34歳で31.3%、35-39歳で33.4%となっている。
また、2013年日本放送協会（NHK）が行なった調査によれば、婚前交渉について男女合せた全体では結婚まで不可が21%、婚約で可が23%、愛情で可が46%、無条件で可が5%となった。2001年にやはりNHKが行なった調査によれば、10代の女性の19%、20代の女性の6%が、自身は処女であると偽ったことがあり、また、10代の女性の19%、20代女性の4%が、自身は処女ではないと偽ったことがある。

### アメリカ
1960年代前半のアメリカ人の既婚女性達に対するインタービュー調査では、「あなたは、女性が結婚前に、自分が結婚することになるとわかっている男性と性的関係をもつことを問題ないと思いますか？」という質問に86%が「それは悪いことだ」と答えた。
アメリカにおいて政策として「貞操観念」の教育が推奨されていた。日本青少年研究所が2004年に発表した、日米中韓の4か国の高校生を対象に行った「高校生の生活と意識に関する調査」によると、「結婚前は純潔を守るべきである」という設問に対しアメリカの高校生は「全くそう思う」という答えが19.1%（内訳：男子16.2%、女子21.8%）、「まあそう思う」が32.9%（内訳：男子31.3%、女子34.1%）であった。なお、同設問に対し日本の高校生は「全くそう思う」が8.1%（内訳：男子11.4%、女子6.3%）、「まあそう思う」が25.2%（内訳：男子29.5%、女子22.9%）であった。アメリカでは性解放が進んでいると言われているが、実際には婚前の処女性が重視され、純潔を守る事を美徳としている人が意外と多い。特に、近年のアメリカでは婚前交渉を極力控える事が美徳とされており、こういった世間の風潮が問題視されていたアメリカでの初体験の低年齢化に歯止めをかけるのに貢献した。
|          |    | 全くそう思う | まあそう思う | あまりそう思わない | 全くそう思わない | 無回答 |
| -------- | -- | ------------ | ------------ | ------------------ | ---------------- | ------ |
| 日本     | 男 | 11.4         | 29.5         | 38.1               | 20.7             | 0.3    |
| 日本     | 女 | 6.3          | 22.9         | 48.0               | 22.2             | 0.6    |
| アメリカ | 男 | 16.2         | 31.3         | 28.9               | 14.2             | 9.3    |
| アメリカ | 女 | 21.8         | 34.1         | 27.8               | 8.2              | 8.2    |
| 中国     | 男 | 40.2         | 32.7         | 17.7               | 7.7              | 1.7    |
| 中国     | 女 | 43.6         | 32.9         | 14.5               | 7.3              | 1.6    |
| 韓国     | 男 | 28.5         | 42.7         | 20.5               | 7.8              | 0.5    |
| 韓国     | 女 | 43.1         | 33.5         | 18.7               | 4.2              | 0.6    |

（日本青少年研究所 「高校生の生活と意識に関する調査」2004年2月 ）

### インド
The India Today-AC Nielsen-ORG-MARG は、2005年にインド11都市にて18歳から30歳までの未婚の女性2035人を対象にセックスに関する調査をしたところ、婚姻まで処女であるべきだと答えた女性は66%だった。婚前交渉についてどう考えるかという質問に対しては、46%の女性が良くないと答えた。4分の1以上の女性が、18歳までに最初の性体験をしたと回答した。また、今までにセックスをしたことがあると答えた女性は24%である。
同調査の2006年の調査では、インド11都市にて16歳から25歳までの若い独身の男性2559人を対象にセックスに関する意識調査をしたところ、63%の男性が結婚相手には処女の女性を望むという回答をした。これは、2004年の調査に比べて10%減少している。婚姻相手に処女を望まないと回答した男性は24%である。婚前交渉をしたことがある男性は46%に上り、2004年の調査時よりも10%上昇している。また、婚前交渉についてどう考えるか質問したところ、42%が「状況による」、26%が「完全に良い」、26%が「悪い」と答えた。もっともリベラルな小都市ルディヤーナーとラクナウでは、それぞれ60%と54%の男性が、婚前交渉が良いか悪いかは状況によると答えた。2003年の調査では、インド10都市にて19歳から50歳までの未婚と既婚の女性2305人を対象にセックスに関する調査をしたところ、85%の女性が結婚後に初めてのセックスをしたと回答した。2004年の調査では、インド11都市にて18歳から55歳までの未婚と既婚の男性2499人を対象にセックスに関する調査をしたところ、54%の男性が婚前のセックスをしなかったと回答し、72%の男性が婚姻相手の女性に処女を望むと回答した。

### その他
- 中世ヨーロッパ、古代中東、中世東アジア、東南アジアなどで、領主や聖職者が花嫁の処女を奪う初夜権（処女権）というのがあり、夫が初夜税（処女税）という税を納めて、妻の処女を守っていた事があったとされている[146]。
- 古代から中世までの時代での処女への強姦犯罪は、非処女及び売春婦に対する強姦犯罪よりも重大な犯罪として扱われた。
- モンゴル帝国（現在のモンゴル）支配下の高麗朝（現在の朝鮮半島）はモンゴル帝国に、処女の女性を献上していた。また、明帝国や清支配下時代も、同様に朝鮮半島から処女の女性を献上していた。
- 古代ローマでは、処女を処刑することは違法であった。セイヤヌスの娘を処刑する際には、処刑の前に強姦したという[147]。
- 中世ヨーロッパにも、同様の風習があったといわれている。また、魔女狩りにおいて処女性が重要視され処女ではない事を根拠に魔女認定される事もあった。
- アフリカでは、「処女と性交すればエイズが治る」という迷信が広まっており、幼女を対象とするレイプや人身売買の増加、エイズ拡大の原因になっている[148]。しかし、このことは誇張されている部分がある[148]。また南アフリカ東部のクワズールー・ナタール州ウトゥケラ区では、若い女性が望まぬ妊娠やHIV感染を避けて勉学に集中しやすくなるため、処女奨学金が導入された[149]。受給資格は性経験のない女子のみであり、処女であることを確認する検査を定期的に受けることを条件に、現在ズールー族の女子学生16人が学んでいる[149]。
- 英国教会法には「国王と皇太子の結婚相手は処女でなければならない」という法律があり、エドワード8世がウォリス・シンプソンと結婚しようとした際に、英国教会の最高指導者カンタベリー大主教コズモ・ラングが中心となって、結婚を認めなかった[150]。そのため、エドワード8世は国王を辞め、ウォリスと結婚した[150]。
- イスラエルでは、木曜日が裁判であったので、水曜日に結婚式が行われ、花嫁が処女でなかった場合には花婿が証拠のシーツを持っていけば翌日、裁判にかけられ、即時に離婚が成立する。そうなった場合、花嫁は迫害を受けたり、時には石投げによって殺されることになる[151]。
- かつて文化人類学者のマーガレット・ミードは非西欧的な原初文明サモアには、セックスフリーであり、ヒエラルキーをめぐる地位競争や性的拘束が一切ないとしていたが、人類学者デレク・フリーマンはサモアに6年滞在し、「サモアの娘たち」概念がまるで異なることを示した[152]。サモアでは、結婚式において、婿となる者が嫁となる娘の性器に指をいれて、彼女が処女であることを（出血の有無を）確かめ、花嫁になる女性が非処女である場合には、鶏の膀胱に鶏の血を詰めて、性器の中に仕込むという風習・習慣がある。また、「社会的地位の高い男性と結婚するのには、いかに女性が処女である事が重要視されていたか」というのが明らかになった。

## 倫理

### 社会規範
人間の性行為は、人間が行う他の多くの行為と同様に、文化的に特異的で多様な社会的ルールに影響される。このような社会的ルールを性道徳（社会のルールでできることとできないこと）や性規範（予想されることとされないこと）という。社会の中には、性教育、宗教的教え、コミットメントや処女性の誓約を求めること、その他の手段を含む様々な方法で性道徳観を推進する多くのグループがある。
少女漫画やフェミニズムの台頭、アメリカよりウェストコースト、ヒッピー文化を女性雑誌メディアやマスコミが喧伝した為、奔放に性行為を行う風潮が生まれた。近年、HIVなどの性感染症の知識の広まり、晩婚化の進行などによって結婚を冷静に見定める男性が増え、処女であることを結婚の条件に挙げる男性が世界中で増加傾向であり、事実アメリカ合衆国などでは純潔運動が徐々に起き始めている。
アメリカ合衆国で1999年にデビューしたシンガーソングライターのジェシカ・シンプソンが「結婚するまで純潔を守る」発言で話題となり、その後を追うようにブリトニー・スピアーズ、クリスティーナ・アギレラも純潔宣言をし、アメリカ国内は一時「空前の純潔ブーム」となった。また中には、レネ・ルッソのように過去に純潔を失っていても、ある時点から第二の純潔（セカンダリー・バージニティ）という道を選ぶ者も少なくない（純潔教育参照）。

### 法的意味
ほとんどの国には、最低結婚年齢を定める法律があり、最も一般的な年齢は18歳であり、「特別の事情」では16歳、典型的には女性パートナーが妊娠しているときに引き下げられているが、実際の初婚年齢はかなり高くなる可能性がある。法律はまた、セックスをすることが許される最低年齢を規定しており、一般に同意年齢と呼ばれている。適切な年齢の同意に対する社会的（法律的）態度は、現代において上昇傾向にある。例えば、欧米諸国では、19世紀半ばには10歳から13歳までの年齢が一般的に容認されていたが、19世紀末から20世紀初頭にかけては、同意年齢が一般的に16歳から18歳に引き上げられた。今日では、同意年齢は12歳（思春期の始まりや）から21歳まで様々であるが、16歳から18歳までが最も一般的な同意年齢範囲である。ただし、一部の司法管轄区では「年齢が近い」例外もあり、年齢が2年を超えない限り、2人の青少年（12歳という若さ）が互いにセックスをすることができる。一部の国では、結婚以外の性行為を完全に禁止している。
歴史的に、そして今日でも多くの国や管轄区域では、女性の性的経験がレイプの加害者の起訴に関連する要因とみなされることがある。また、歴史的には女性の処女を「奪った」男性は女性と結婚させられることがあった。加えて、婚前交渉の結果生まれた子どもたちは、非嫡出子とみなされ、父親の姓や肩書を持つことや推定上の父親からの支援を受けることを禁じられるなど、さまざまな法的・社会的障害を受けた。婚外子に対するこれらの法的障害の多くは、社会的排斥がまだ適用されるかもしれないが、ほとんどの西洋諸国で法律によって廃止されている。
また、日本では裁判において処女であるか非処女であるかで、起訴内容や量刑が変わることがある。弁護士の野澤隆によると処女か非処女の判定は年齢から類推され、処女であり処女膜の破損が認められた場合には検察は「強姦致傷」で起訴する場合があるとされ、実際に強姦致傷で懲役9年10ヶ月が言い渡された2009年の仙台地方裁判所でのケースを例に挙げている。この処女膜の破損によって強姦が強姦致傷となるという判断は、判例データベースのLEX/DBにおいて、明治44年3月9日の大審院の判決まで遡る。なお、処女膜の破損に関する判例のほとんどは未成年のものだが、2012年9月28日の岡山地方裁判所での裁判では、被害者が27歳の事件でも処女膜の破損が証拠として採用され強姦致傷となった事例がある。AV男優のしみけんによると、アダルトビデオの作品の中には処女喪失モノのジャンルがあり高い需要があったが、かつてAV業界から処女喪失モノは1回なくなったという。その理由として処女の子が後に、処女喪失モノの作品は強制的に出演させられた作品であり、処女喪失は傷害罪であるとしてイチャモンをつけられかねないからだという。

### 宗教

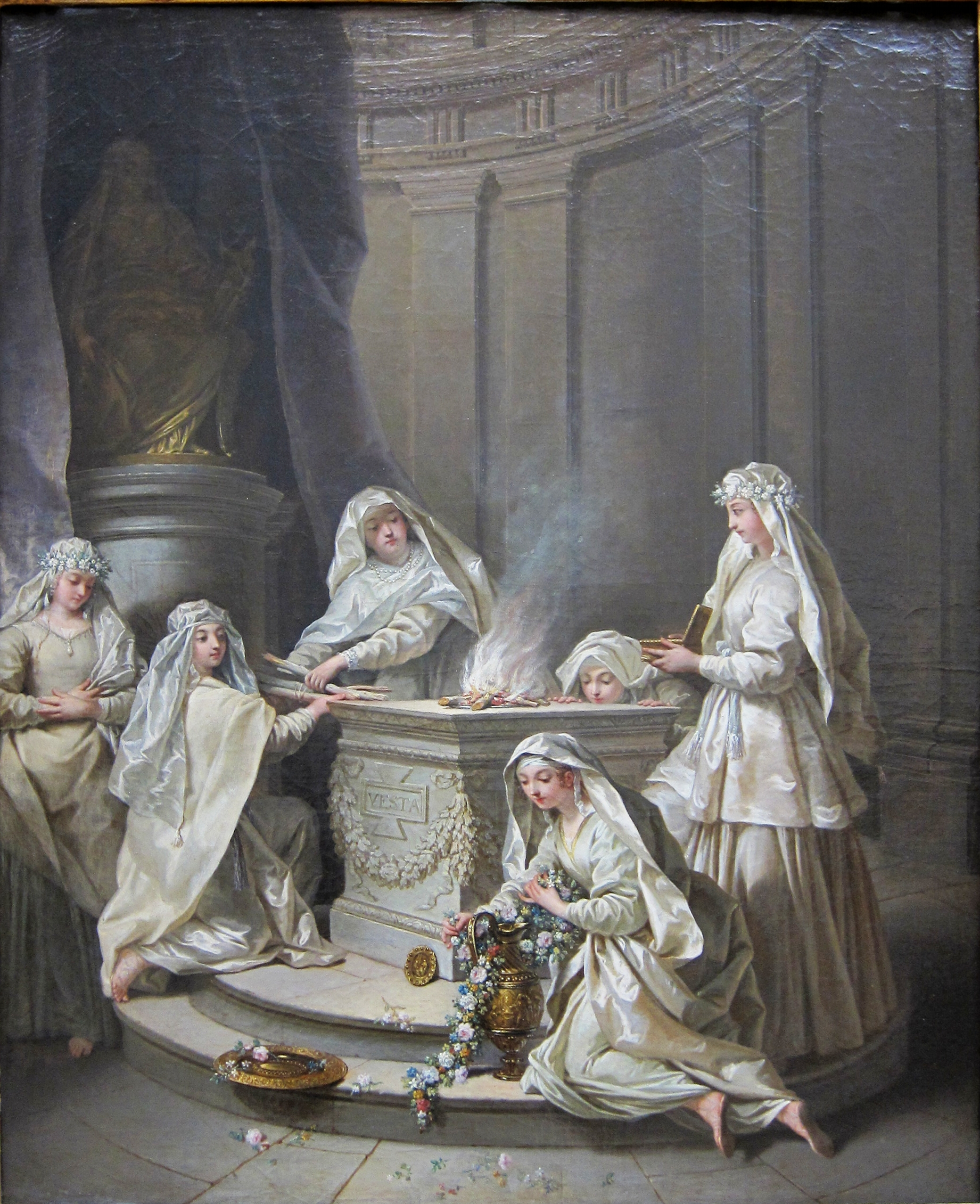
ローマの街にいたウェスタの巫女。性的な接触をしなかった女性である処女の概念は、今日最も使用されている。

思想・宗教などでは、処女に特別な意味を見出すことが多い。
例を挙げると、「古代ローマのウェスタの巫女やシスターなどは、処女でなくてはならない」とする規則などが挙げられる。処女には神聖な力が宿っており、処女でなくなった場合にはその力が穢れたり、失せたりするという。その為、結婚前に処女を失った女性は結婚が不利になったり離婚されるなど実生活上の不利益が多かった。また、信仰する神の嫁であるため他の男性との性交を禁止しているという考え方もある。また、古代文明では処女を生贄とすることで、神々・悪魔・呪い・天災などから平和が得られると信じられていた。

#### 仏教
在家信者の仏教倫理において最も一般的な戒律は、五戒と八正道である。これらの教えは、神の命令や指示ではなく、自発的で個人的な約束の形として行われる。五戒のなかで3つ目のものである不邪婬戒は「不道徳な性行為を行ってはならない」というものである。性的な不品行は、パーリ仏典において次のように定義されている。
性的な不品行を放棄して、[人]は性的な不品行を控える。母親、父親、兄弟、姉妹、親戚、法に守られている人々と性的関係を持たない。夫を持つ者、罰を受ける者、さらに他の人によって花の冠を戴いている者。
処女について、パーリ仏典では具体的に言及されてはいない。その一方で、多くの伝統的な僧侶・尼は性行為を一切慎むことが求められており、釈迦は不貞を避けるために「まるで燃えている燃えがらの穴のように」弟子たちを戒めたという。
仏教の五戒の不邪婬戒は、それが正確にはどんなものであるか不明であるが、いかなる性的な不品行に対しても戒めている。仏教徒は他の宗教と比較して性の問題についてより開放的であり、それは時間とともに拡大してきた。キリスト教と同様に、伝統主義者は結婚前にセックスをすべきではないと考えており、多くの仏教徒はそうしている。仏教には密教派（タントラ）と厳格派があり、性については非常に異なる見解を持っているが、それらはうまくいっている。タントラはサンスクリット語の言葉であり、典型的には2つのものや人が結びついたものと解釈されている。仏陀と呼ばれるようになった釈迦がまだゴーダマであった時代では、性行為はタブーではなかった。王子が住んでいた宮廷は、この世の喜びが満ち溢れていた。上半身裸の女性は、もっぱら皇子に仕えるために宮廷にいて、彼の父は愛の部屋まで作った。ゴーダマ王子は、中道を辿るため現世の快楽を否定して中道を歩むという仏教の生み出し、その開祖となった。物質的な世界を拒絶する前後のブッダの生き方における激しい対比が、おそらく仏教がそのように進化した理由の一つであるとされる。現在では、仏の母は処女である必要はないが、彼女には子供がいなかったとされる。

#### シーク教
シーク教では、性行為は既婚者間でのみ行われると考えられている。シーク教は、欲望（カーム、または極端な性欲）に耽溺する可能性が高いため、婚前交渉に反対している。シーク教は、若い女性は家族の名誉（イザット）が危険にさらされる可能性があるため、相応の謙虚さ（シャラム）を持たなければならないと教えている。シーク教では性行為や結婚前の同棲さえも認められていない。処女性はスピリチュアリティの重要な側面であり、そのため、恋人と一緒にいるという別の神聖な状態に移る準備ができているときや結婚前には、それが保存されている必要がある。

#### ユダヤ教
ユダヤ教では婚前交渉は禁止されている。男が処女を強姦したときに何が起こるかを考慮した、申命記22：25-29に関連するミツワーの先例は、ディナの強姦の後、シェケムで設定された可能性がある（創世記34参照）。
トーラーには他にも処女についての言及がある。最初の引用である創世記19:8においてロトは来客者を守るために（cf．創世記19-4-11）、ソドムの民に処女の娘たちを性的な目的で差し出している。その際、少女たちの処女性を考慮すると、そうでない場合よりもソドムの民はこの申し出を受け入れる可能性が高いとほのめかしている。これはまた、イスラエル人が同性愛行為を避ける先例を作った（cf．レビ記18:22、20:13）。
次の参照されるところは創世記24:16で、エリーザーは自身の主人であるアブラハムの息子の妻を探している。彼はレベッカに会い、そして物語では「その娘はとても公平で、処女で、誰にも知られていなかった」と書かれている（聖書の用語では、「知る」は性的関係の婉曲表現である）。
独身女性から生まれた子どもに関して、その子供は非嫡出子（乳母）、社会的・宗教的障害の対象とはみなされない。例えば、ペレスやゼハラ（彼らの母親は未亡人で、義父にいそいそと妊娠させられたのだが）は、マンゼリムに含まれなかった（cf．創世記38 24-30）。
ハラーハーには、女性の処女を保護するための規則や、結婚前のセックス、レイプ、それぞれの影響に関する規則も含まれている。
トーラーでは、イスラエルの非処女の女性は父親の家の汚い売春婦と同等であるため、最初の結婚で処女の徴候がない少女は死刑に処される。

#### 古代ギリシャ・古代ローマ

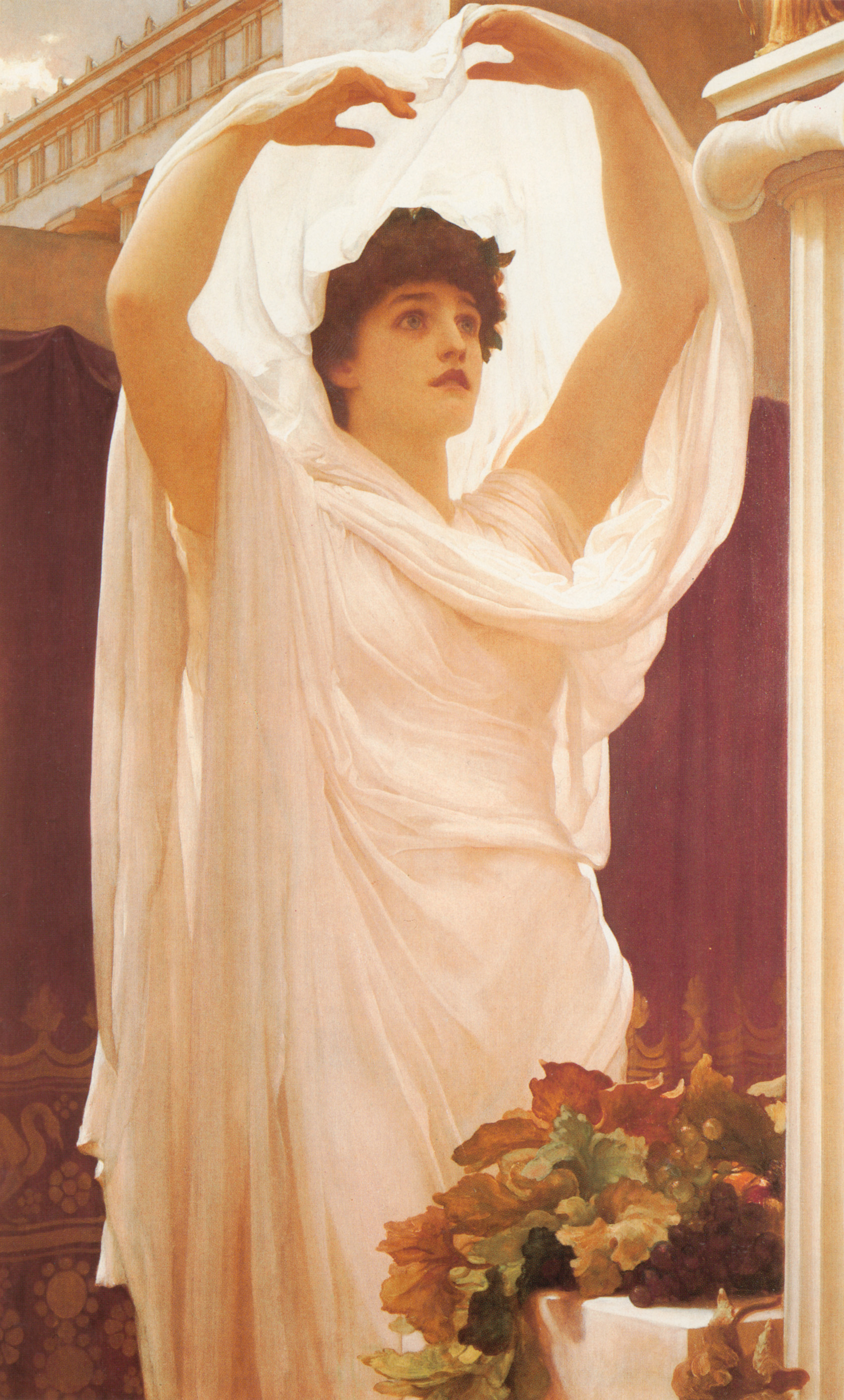
ローマ帝国の時代、ウェスタの巫女は結婚せずに30年間死刑に対処することを決めていた。

処女はしばしば純粋さと身体的な自制心を意味する美徳と考えられ、これはギリシャ神話の重要な特徴である。
ホメロスの賛美歌をはじめとする古代ギリシアの文献には、パルテノンの女神アルテミス、アテナ、ヘスティアが永遠の処女を誓うという内容のものがある（ギリシャ語:παρθενα）。しかし、これらの神が唱える処女状態（ギリシャ語:παρθένος）は、現代西洋の宗教で処女として一般に理解されているものとはやや異なる意味を持つとされている。むしろ、パルテニアは、結婚前の性交によって悪影響を受けるが完全には放棄されない厳密な身体的要件なしに、結婚性と抽象的な概念に重点を置いた。これらの理由により、ホメロスの賛美歌の中で永遠にパルテニアに献身していない他の女神は、儀式を通して自分のものを更新するか（ヘーラーなど）、その所有を暗示する外観を選択することができる（アフロディーテなど）。
ローマ時代、ウェスタの処女は非常に尊敬され、厳格に禁欲的な（必ずしも処女ではないが）聖職者であり、ウェスタの聖火の管理者であった。ウェスタの乙女は思春期（6歳から10歳のとき）前に聖職に就き、30年間の独身を誓った。ウェスタの乙女の貞節はそれがローマ国家の健康に直接関係すると考えられており、ウェスタの聖火が消え去るということは、町に対する女神の加護が取り去られることを示唆しているため、それは重大な罪であり鞭で罰せられた。ウェスタの乙女の貞節性は神聖な火の燃焼と直接関係していると考えられていたので、火が消されたなら、ウェスタの乙女は不貞であったと考えられていた。ウェスタの処女が在職中に性的関係を持っていたことが判明した場合、ウェスタの処女は生きたまま埋葬された。

#### ヒンドゥー教
ヒンドゥー教では、花嫁側の婚前純潔が理想とされる。一般的なヒンズー教の結婚儀式、またはヴェーダ式の結婚式では、ヒンドゥー教徒が最も精神的なメリットを得ると信じている処女の父親からの、文字通り処女の贈り物を意味するカニャダン儀式を中心に行われ、娘たちの結婚は精神的な義務と考えられている。ヒンドゥー教が最も広く信仰される南アジアでは、特に女性の純潔が尊重される。なお古代インドではセックスはタブーではなく、処女膜が無傷であることと処女は特に関係がなかった。

#### キリスト教
使徒パウロは、人の身体は神のものであり、神の神殿であるとし（1 Corinthians 6:13、3:16）、婚前交渉は不道徳であり（1 Corinthians 6:18）、不倫と同じレベルのものであるとの見解を示した（1 Corinthians 6:9）。パウロは、1 Corinthians 7:1-7において、性的禁欲は男女ともに好ましい状態であるとの見解を表明した。ただし、夫婦間には性的関係が期待されると述べた。

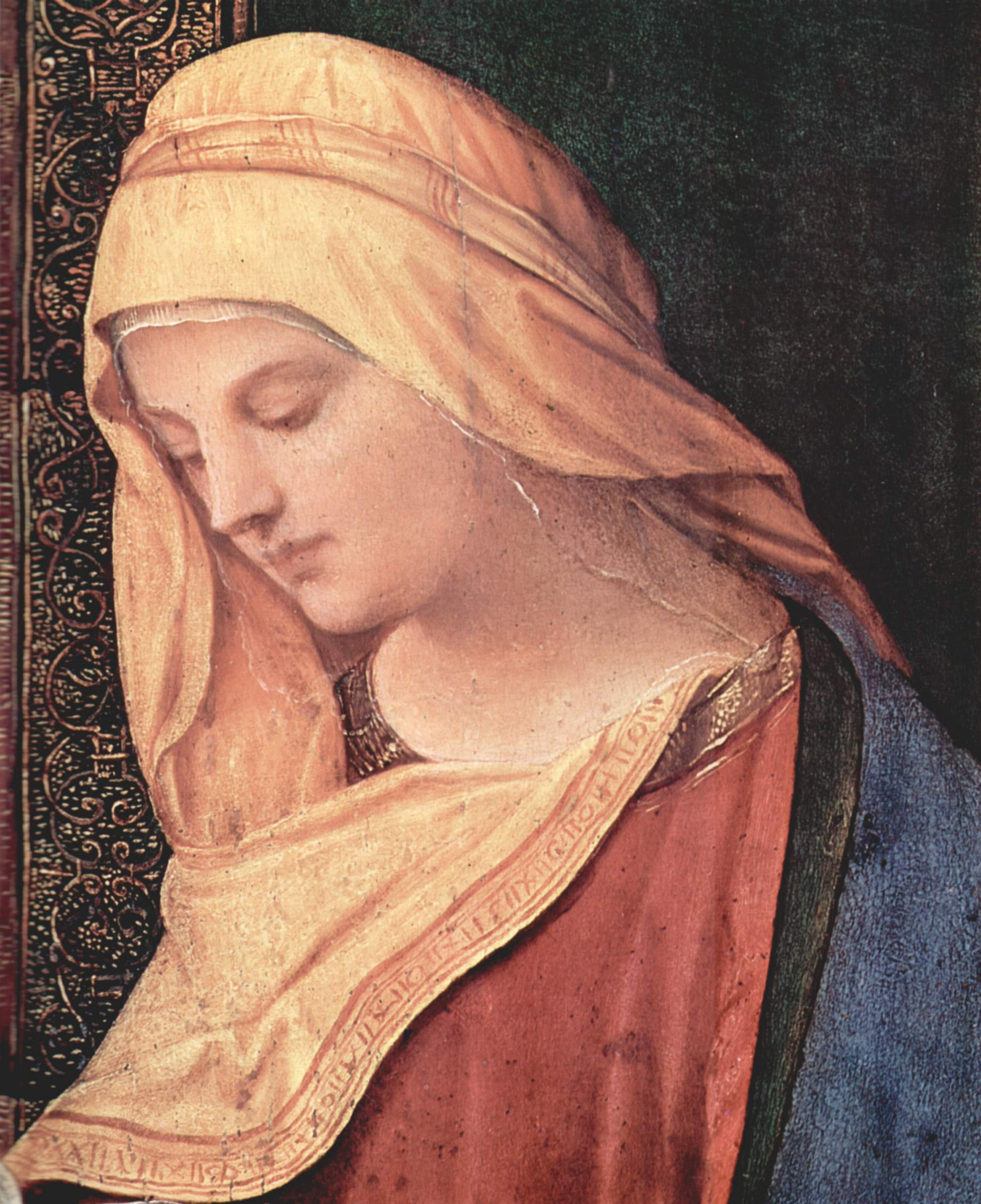
ジョルジョーネによる「読書をするマドンナ」の詳細（1500年頃）

古典学者のエヴリン・スタッグと新約聖書学者のフランク・スタッグによると、新約聖書は、セックスは結婚のためのものだと考えている。新約聖書では結婚相手以外とのセックスは、当事者のどちらかが結婚していれば姦通の罪であり、当事者のどちらかが結婚していなければ姦淫の罪であると示している。コリントの信徒への手紙一の中で「性的不道徳から離れなさい」という命令がある。また「人が犯す他のすべての罪は体の外にあるものであるが、性的な罪を犯す人は自分の体に対して罪を犯している」と記述されている。性的に不道徳な人や姦通している人は、1 Corinthians 6:9において「神の国を受け継ぐことのない不義な者たち」として挙げられている。Galatians 5:19と1 Corinthians 7:2も姦淫を扱っており、エルサレム議会の使徒令にも姦淫の禁止が含まれている。
さらにアクィナスは踏み込んで、交尾以外の行為が処女性を壊すことを強調し、意図しない性的快楽が処女性を壊さないことを明らかにした。神学大全には、「精液の溶解から生じる快楽は2つの方法で生じる。もしこれが心の目的の結果なら、交尾が起こるかどうかにかかわらず処女性を壊す。しかし、アウグスティヌスは、そのような解決は通常の自然な結果であるので、交尾について言及している。別の方法では、これは精神の目的とは別に、睡眠中、あるいは肉体が喜びを得るにもかかわらず精神の同意なしの暴力によって精液の流れに従う者の場合のように、自然の弱さによって生じることもある。このような場合、処女性は喪失されない。なぜなら、このような汚染は処女性を排除する不純物の結果ではないからである」。

新約聖書は結婚前のセックスに反対するものではないという説もある。この議論においては、ギリシャ語のmoicheia（μοιχεία、 姦通）とporneia（πορνεία、 姦淫、 ポルノグラフィーも参照）という二つの単語が出てくる。前者は、配偶者に対する性的な裏切り行為に限定されているが、後者は非合法な性行為の総称として用いられている。コリントの信徒への手紙一の他の箇所では、近親相姦、（いくつかの解釈によると）同性愛の性交、そして売春は全て明示的に禁止されている（しかし、セプトゥアギンタは「porneia」という単語を使って男性の神殿での売春を指している）。パウロは、神聖さを達成するという文脈で、レビ記の性的禁止事項に基づく活動について聖性を獲得するという文脈で説いている。この説に基づけば、第7章でパウロが禁止しようとしたのはこれらの行動だけである。この説に対する最も強力な反論は、コリント人への手紙以外の新約聖書の現代的解釈は婚前交渉に反対しているというものである。。

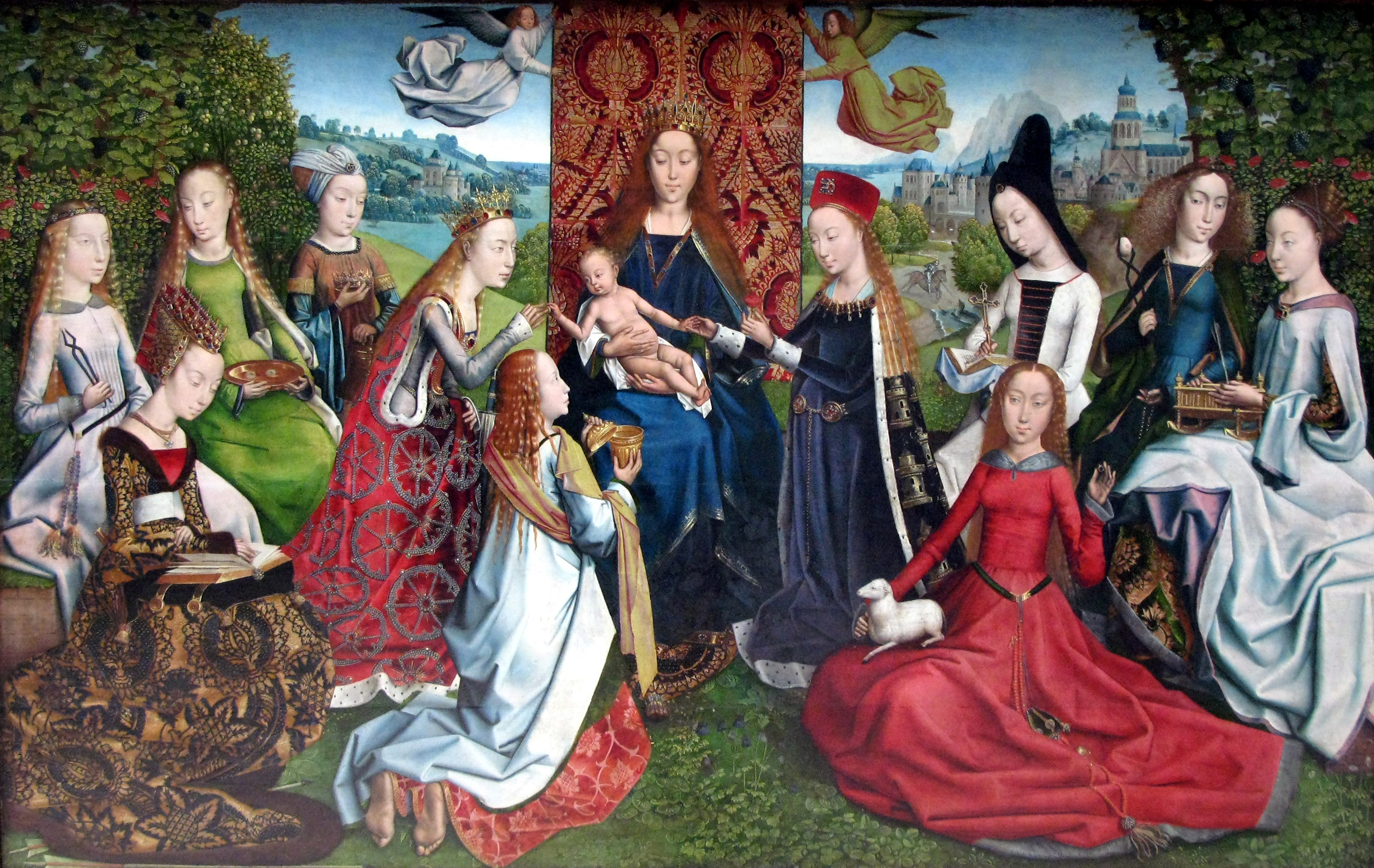
処女宮 （聖母マリアと他の聖母）15世紀の最後の四半期にベルギーのブルッヘから。

マタイによる福音書とルカによる福音書の記述に基づいて、イエスの母マリアがキリストを身籠った時点で、マリアが処女であったことを認めている。ローマカトリック、東方正教会、東方諸教会は、マリアが永遠の処女であるという教義を強く維持する。しかし、ほとんどのプロテスタントは、Mark 6:3の「この人は大工であり、マリアの息子であり、ジェームズ、ジョセス、ユダ、シモンの兄弟ではないか？そして、彼の姉妹は私たちと一緒にここにいるのではないか？」を引用して教義を否定している。カトリック教会では、セム語の用法で「兄弟」「姉妹」という言葉は、同じ親の子供だけでなく、甥、姪、いとこ、異母兄弟、異母姉妹にも適用されるとしている。カトリックや正教会、ルーテル派、そして高教会聖公会のような他のグループは、マリアを聖母マリア、または祝福された聖母マリアと呼ぶことがある。
カトリック百科事典では、「処女性には二つの要素がある。一つは物質的要素、つまり過去と現在において、欲望からであれ合法的な結婚の使用からであれ、完全で自発的な選択が存在しないことである。形式的な要素は性的快楽を永遠に断つという強い決意である」、「処女性は、自発的かつ完全に経験された性的快楽によって取り返しのつかないほど失われる」と書かれている。しかし、処女の祝別のために、結婚したこともなく、純潔に反して生きてきたこともないということは、正典上から十分なことである。
キリスト教神学において、処女性は『無罪性』の象徴である。聖書の申命記22章20-22節は、処女で無い女性を性犯罪者として死刑にするように命じている。またレビ記21章7節、エゼキエル書44章22章は、祭司が処女でない淫行で汚れた女性や、離婚した女性を娶ってはならないと命じている。キリスト教の結婚式において、純白のウェディングドレスの着用を許される女性は処女だけであり、婚前交渉によって処女で無くなった女性は、「着色したドレス」を着ていた。カトリック教会には一生処女をささげる処女の祝別がある。哀歌では、ヘブライ人を指して使われる「おとめ、我が民の娘」「おとめ、シオンの娘」という表現がある。エゼキエル書では、アッシリアに迎合するエルサレムとユダの王国が、「処女である二人の嫁が、姦通を犯した」としてヤハウェから糾弾される。
士師記11章37節で語られる、エフタの娘が「山の頂で、処女であることを嘆く」様は、岩波訳聖書の注釈によれば、これは嘗て「聖なる高台」に建てられたバアル神の神殿で行われた、性行為を伴う祭儀を、脱バアル化した儀礼である。なお福音派の資料によれば、全焼のいけにえとして捧げられた説と、一生神に仕える者である処女として献身したという説の二説がある。

#### イスラム教
イスラム教では婚外性交は罪深いもので禁止されていると考えられているが、自分の奴隷である少女に関しては例外があり、それは奴隷化のときに結婚していた少女も含まれている。イスラム法では、イスラム教徒の男女に対して姦通の行為に対する処罰が規定されているが、実際のところ、姦通を証明することは非常に困難であり、実際の挿入行為について4人の立派な証人を必要とする。西洋文化では、婚前交渉や処女喪失は個人にとって恥ずべき行為とみなされるかもしれないが、一部のイスラム社会では、たとえ法的な証明基準に達していなくても、婚前交渉の行為は個人的な恥と家族の名誉の喪失をもたらすことがある。善行を積んで死んだ者は「永遠のフーリー（処女）と好きなだけセックスができ、酔うことのない酒やうまい果物、肉などを好きなだけ飲み食いできる」とされている。この場合の「処女」は、字義通りに理解するのが伝統的だったが、現代では比喩であるとする見解も出ている。
トルコのような現代の主にイスラム社会の一部では、女性の処女を確認するための処女検査は、国家によって実施される臨床診療である。このような検査は、伝統的な社会通念である「公共の道徳と謙譲の規則」に反する女性に対して行われるのが通例であるが、1999年にトルコ刑法が改正され、このような検査を行うには女性の同意が必要とされるようになった。

## 学術的研究

### 生得的基盤と文化的影響
国籍を問わず多くの男性が結婚相手に処女を望むという事が、「男性の本能」なのか「思想や文化の影響」なのかというのは、生物学者と文化人類学者で長い間論争が繰り広げられてきた。文化人類学者からは「男性が結婚相手には処女の女性を求める」事を、文化によって作られたものと主張されているが、生物学と近年発展してきた遺伝学では、「男性が結婚相手には処女の女性を求める」事は『男性が本来持っている本能である』という主張がなされている。「自分の遺伝子をつぐ子供を確実に残す為」等の、本来男性が持っているはずの本能が根底にあり、その自分自身の本能に気づいている男性と、「まだ」気づいていない男性とで二極化される事が、今のところわかっている。

### 進化心理学
進化心理学や社会生物学の視点では、婚姻時の女性の処女性を重視するという考えは、雌（女性）が他の雄（男性）と配偶しないように阻止するという配偶者防衛に当たるのではないか、と言われている。配偶者防衛は、雄が子の父性を確実にするために行うと考えられており、多数の種の動物に見られる行動である。特に人間の雌（女性）は、他の哺乳類の雌とは異なり排卵期の際に性的ディスプレーを行わず、はっきりとした嗅覚的なサインを分泌するわけでもない「排卵隠蔽」が可能なため、男性は生まれてくる子供が本当に自分の子供であることを確証する必要性に迫られた。そのため、男性は配偶者の女性に対して、将来自分の子供を確実に生んでくれることを示す純潔性（処女）を求めるようになった。現代においても事情は変わらず、世界規模でなされた血液型調査では、男が自分の子供だと思っている事例の約10%（DNA鑑定の係争事例では約15%）において、血縁なしという結果が出ていて、現代の男性はどの国でも例外なく女性よりも純潔性を高く評価している。なお、純潔さにどの程度の価値をおくかは女性の経済的自立の程度やセックスに関する能動性などの観点から、文化的な差がある。そして父性の確実さを求めることは、ヒトの場合は特に伝統的な父系社会などで、男性が子の生育に対して多大な投資を行う際に強くなると考えられている。
例えば、伝統的な父系社会であり一夫多妻制であるケニアの牧畜民キプシギスの社会では、男性の家族は女性の家族に婚資を払って、嫁となる女性を得るが、その婚資の価値基準として、若くて繁殖力があることと共に、処女であることであるが高く評価される。キプシギスの社会で処女が高く評価される理由は、これまでに親に従いどんな男性とも性交渉を持っていないので、確実に自分の子に財産を受け継ぐことができ、結婚後も夫に従い浮気をする可能性は低いと考えられることであり、このような女性は婚資が高くなる。
また、一部でこういった考えは配偶者防衛に起因するのではないかとの指摘もある（詳細は「性淘汰」の項目参照）。現代でも世界中で所有する地位や財産と配偶者防衛の度合いが比例することは知られている。
進化心理学のいくつかの調査によると、「容姿レベル」と「初体験の早さや性的経験人数」との相関関係について、女性の場合は相関関係がない。つまり、美人であろうがブスであろうが、性的経験の年齢や人数に差は生じないため、容姿と処女との間には「ブスは処女」「美人は非処女」「ブスは非処女」「美人は処女」などといった関係性はない。ただし、若者14,276人を対象にした調査によると、肉体的に非常に魅力的な女性は、純粋に性的な関係を形成するよりも排他的な関係を形成する可能性が高く、パートナーと過ごす最初の1週間以内に性交する可能性は低い。また、女性の場合には身体的魅力の増加とともに性的パートナーの数が減少する。こうした傾向は、魅力的な女性は恋愛市場において大きな価値や力を持っており、男女関係を制御することができるためだと推測されている。なお、男性の場合には身体的魅力の増加とともに性的パートナーの数は増加する。

### 心理学
一部の文化人類学者は、恋愛と性的嫉妬は人間関係の普遍的な特徴であると主張する。処女に関する社会的価値は性的嫉妬と恋愛の理想の両方を反映しており、人間性に深く組み込まれているように見える。
スミスとシャファーが実施した研究によると、人の最初の性行為は、その後何年にもわたって性行動に関連していることがわかった。最初の性交が快適であった人物は、現在の性生活により多くの満足を示した。別の研究では、処女と比較した場合、非処女の方が自立度が高く、達成意欲が低く、社会からの批判が多く、逸脱が多いことが示されている。
2016年に発表された都市に住んでいる18～33歳の女子学生401人を対象にしたアンケート調査では、処女は性的に活発な女性と比較して、ビッグファイブにおいて外向性が低く、神経症傾向が低い。さらにマキャヴェリズムのタイプが少なく、カジュアルなセックスを受け入れず、コミットメントがないセックスは望んでいないことが明らかになった。性的に活発な女性のグループでは、ビッグファイブにおいて誠実性が低く、開放性が高い。また、精神障害の割合が増え、カジュアルセックスを受け入れて、コミットメントがなくても性的活動に従事したいという欲求があり、初体験のときの年齢が若いことに関連していた。
「婚前交渉しなかった夫婦は体の相性を確認しなかったため、後にセックスレスになりやすい」という俗説があるが、婚前交渉を行っていたカップルに比べ、セックスを我慢して結婚したカップル（「体の相性」を前もって確認しなかったカップル）の方がよりセックスに満足していることが明らかになっている。2035人の既婚者が結婚の評価を行った2010年に発表されたこの研究では、婚前交渉をしたカップルよりも婚前交渉をしなかったカップルの方がセックスの満足度を15%高く評価し、関係の安定性を22%高く評価し、関係の満足度を20%高く評価した。
インドのラージャスターン大学の心理学者ウシャ・グプタとプーシパ・シングは、恋愛結婚のカップルと通常婚前交渉を行わない結婚の日に初めて顔合わせをする様な取り決め婚のカップルの恋愛感情の推移に関する調査を行った。その結果、恋愛結婚をした夫婦は結婚期間が1年以内の場合にはスコアが91点満点中、平均70点であったが結婚期間が長くなるにつれてスコアは徐々に低下して、10年を超えるとわずか40点になった。反対に取り決め婚の場合は、結婚したばかりでは平均で56点と低い水準にあったが、期間が長くなるにつれて恋愛感情が高まり、10年超えの時点では68点になった。

### 離婚と婚前交渉の相関性
性的経験が多い男女ほど、浮気の危険性が高いという事は様々な調査から報告されている。
ジョーン・カーン、キャスリン・ロンドンは、1965年から1985年までのアメリカ合衆国の既婚女性を対象にし、婚前交渉と離婚の長期的リスクの相関関係を調査した。1988年のNational Survey of Family Growthによる実態調査を元にした単純なクロス集計では、婚前に性的にアクティブであった女性は、婚前に処女であった女性よりも、夫婦関係が崩壊するリスクが非常に高いという結果が出た。婚前交渉という直接的な原因だけではなく、若年結婚や婚前出産などの離婚に対するハイリスクや、家族背景や価値観などの観測可能な特性を考慮した結果でも、婚前の処女よりも非処女の方が離婚のリスクは、はるかに高かった。しかし、婚前交渉を持つ可能性と離婚の可能性に影響を持つ、観測できない特性を考慮して分析した結果、差は統計的に有意ではなくなった。これらの結果は、婚前交渉と離婚の相関関係には、直接的な原因よりも、観測されない違い（例えば、伝統的な規範を壊すことに意欲がある）に起因することができることを示唆する。
アイオワ大学のアントニー・ペークは、アメリカ合衆国において、思春期の最初の性交が、初婚における離婚のリスク上昇と関連してるかどうかの調査をした。この調査は、2002年のNational Survey of Family Growthによる全国調査を元に、既婚女性3793人に対して行われた。結果は、16歳以上の思春期後期に自ら望んで最初の性交をした場合は、直接的には離婚のリスクが上昇することはないが、婚前交渉をした場合は間接的に離婚のリスクが上昇する。また、16歳未満での最初の性交、または最初の性交が自ら望んだものでなかった場合は、直接的に離婚のリスクが上昇する。16歳未満で性交をした場合、最初の性交時の年齢が下がるほど離婚のリスクは高くなる。また、将来の夫との婚前交渉は、結婚まで性交渉しなかった場合より離婚リスクが高くなるが、複数の婚前交渉のパートナーを持つ場合や、できちゃった結婚・出産経験がある場合よりも離婚リスクは低い。18歳未満で性交をしたことがある女性は5年以内に31%（18歳未満で性交しなかった女性は15%）が離婚し、10年以内に47%（同27%）が離婚している。5年以内の離婚では、18歳未満で性交した女性とそうではない女性の間で2倍の差がある。
レナーター・フォーストとコーレー・タンファーは、アメリカで20歳から39歳の女性を対象にして調査を行った。その結果、性的経験のなかった女性（処女）と比較して、1人から3人の男性と性的経験のあった女性では4倍、4人以上の性的経験のある女性では8.5倍の浮気をする危険性があることがわかった。また、ジェイ・ティーチマンがJournal of Marriage and Familyに発表した研究によると、夫以外の男性と同棲もしくは婚前交渉をした女性は離婚のリスクが高く、この効果は結婚前に複数の男性と同棲した女性で最も強いことがわかった。
バージニア大学が公表した18〜34才のアメリカ人1000人を対象にした大規模な結婚調査（5年間の追跡調査）によると、結婚前の経験人数が多くなるほど、結婚生活は不幸せになる傾向が強かった。また、結婚前に子供を作るよりも結婚後に子どもを作ったほうが44%ほど幸福度は高まるということがわかった。

### その他
- 雌が雄と成した子に、雌と以前に性交のあった別の雄の特徴が遺伝するテレゴニーと呼ばれる遺伝学の説が、19世紀後半まで広く信じられていた。近年、分子生物学が発展するにつれて、人におけるテレゴニーの存在を説明することが可能な複数の分子メカニズムが発見された[227]。
- 中学時代に運動部に所属すること、高校時代に運動部に所属すること、喫煙習慣、週1回以上の飲酒習慣、着ている服の値段などと処女率との間に負の相関がある[228]。
- 藤田保健衛生大学医学部の藤井多久磨教授（産婦人科）によると、性感染症の予防の大原則は「安易なセックスをしない」ことであり、究極の予防は結婚するまでセックスをしないことだと言う[229]。特に女性では、ほぼ全ての年で15-19歳の性器クラミジアの感染者数は女子の数が男子の数と比べて3倍以上であり[230]、性交経験のある女子高生のクラミジアの感染率は、13%超でアメリカ（3.9%）やスウェーデン（2.1%）と比べるとずっと高く[231]、性器ヘルペスウイルス感染症は総数は横ばいであるものの女性の患者数が増加していて[232]、性病に感染しやすいので注意が必要である[72]。
- 哲学者である三浦俊彦は、少子化や結婚をしたいと思わない男女の原因として、いくつかある研究から、稼ぎの良い男性が減った「経済低迷説」とふしだらな女が増えた「貞操低減説」を示した[233]。なお、三浦は「貞操低減説」を独自に思いついたつもりだったが、三浦が認めるようにインターネットでは数年前から唱えられていた説である[233]。
- 米国大学を調査した研究によると、女子が多い学校と男子が多い学校を比べた時、学生のうち女子比率が47%である学校では、在学中に彼氏を持ったことのない女子学生の69%が処女であるのに対し、女子比率60%の学校では54%に減少することがわかった[234]。つまり、恋愛対象になる男が少ない学校の方が、特定の彼氏のいない女子学生は性体験を持ちやすくなる。

## 処女率

### 世界における処女率
処女率は文化によって異なる。女性が結婚する時に処女を重視する文化では、処女が失われる年齢は、事実上、そういった文化で結婚が通常行われる年齢や国の法律によって定められた最低結婚年齢で決定される。
「女性と男性は何歳で初めて性行為をするのか?」というフランス国立経済学研究所のマイケル・ボゾン(2003)による異文化間の研究では、現代文化は大きく三つのカテゴリーに分けられることを発見した。最初のグループでは、データにおいてかなり年上の男性が思春期に近い娘と結婚する家族である。この社会では、男性の性交渉開始年齢は女性よりも遅いが、しばしば婚外である。このグループにはサハラ以南のアフリカが含まれる（この研究ではマリ、セネガル、エチオピアをリストアップした）。データはネパールからしか入手できなかったが、本研究ではインド亜大陸もこのグループに入ると考えられた。
第2のグループでは、家族が娘に結婚を遅らせ、それ以前に性行為を控えるよう促したことが示された。ただし、息子は結婚前に年上の女性や売春婦と経験を積むことを奨励されている。この社会では、男性の性交渉開始年齢は女性よりも低い。このグループには、南ヨーロッパ（ポルトガル、ギリシャ、ルーマニアが知られる）およびラテンアメリカ（ブラジル、チリ、ドミニカ共和国）のラテン文化圏が含まれている。この研究では、多くのアジア社会もこのグループに属すると考えられたが、一致するデータはタイからしか入手できなかった。
第3のグループでは、性交渉開始時の男女の年齢はより密接に一致した。しかし、2つのサブグループが含まれてる。非ラテン系、カトリック諸国（ポーランドとリトアニアが言及されている）では、性的な通過儀礼の時の年齢が高く、晩婚化と男女の純潔が相互に評価されることが示唆された。晩婚と純潔の相互評価の同じパターンがシンガポールとスリランカにも見られた。この研究では、中国とベトナムもこのグループに入ると考えられたが、データは入手できなかった。
最後に、北欧および東欧諸国では、性交渉開始年齢が低く、男女ともに結婚などの結びつきの前に性行為を行っていた。この研究では、スイス、ドイツ、チェコがこのグループのメンバーとして挙げられている。
2001年にユニセフが行った調査によると、データのある先進国12カ国のうち10カ国で、若者の2/3以上が10代のうちに性行為を経験している。デンマーク、フィンランド、ドイツ、アイスランド、ノルウェー、英国、米国では80%を超える。オーストラリア、イギリス、アメリカでは、15歳の約25%、17歳の約50%が性行為を行っている。2002年に行われた国際的な調査では、10代の若者の性行動を調査しようとした。24カ国からの15歳の33943人の学生が、HBSC（学齢期児童の健康行動）国際研究ネットワークにより開発された標準質問票から成る自記式匿名教室調査に回答をした。調査によると、学生の大多数はまだ純潔を保っており（性交の経験がなかった）、性的に活発な学生では、大多数（82%）が避妊をしていた。カイザー家族財団が2005年に米国の10代の若者を対象に実施した調査によると、10代の若者の29%がセックスにプレッシャーを感じていると報告し、性的に活発な若者の33%が「性的に物事があまりにも速く動いていると感じた関係にある」と報告し、24%が「本当にしたくない性的なことをした」と報告した。いくつかの世論調査では、男女の交際を奨励する要因として仲間内の圧力があることが示されている。
以前の世代よりも早い時期に性行為を始めることを示唆する研究もある。しかし、2005年のデュレックス・グローバル社の調査によると、世界の人々が初めて性行為をする年齢は平均17.3歳で、アイスランドの15.6歳からインドの19.8歳まで幅がある（しかし、平均年齢は性行為経験の始まりを示すよい指標ではなく、各年齢における性行為を経験した者の割合を用いることが好ましいと示されている）。2008年に行われたイギリスの14歳から17歳までの10代の若者を対象とした調査（YouGovがチャンネル4で実施）によると、結婚してからセックスをするつもりだった若者はわずか6%だった。2011年のCDCの研究によると、15歳から19歳の年齢層では、米国では男性の43%、女性の48%が異性とパートナーを持ったことがないと報告した。
10代の若者の妊娠率はさまざまで、サハラ以南アフリカの一部の国では1000人中143人、韓国では1000人中2.9人である。米国の割合は1000人あたり52.1人で、先進国で最も高く、欧州連合の平均の約四倍である。国ごとの10代の若者の妊娠率は、利用可能な一般的な性教育のレベルと避妊手段の利用可能性を考慮に入れなければならない。多くの欧米諸国では性教育プログラムが実施されており、その主な目的はそうした妊娠や性感染症を減らすことである。1996年、アメリカ合衆国連邦政府は、性教育の目的を「禁欲的性教育」プログラム――結婚前の禁欲（すなわち純潔）の促進、避妊に関する情報を禁止すること――に移した。ブッシュ米大統領は2004年、PEPFARとも呼ばれる世界エイズ戦略の5年計画を発表し、アフリカ・カリブ海諸国の15カ国とベトナムに対し、5年間で150億ドルの援助を行うことを約束した。資金の一部は特に「禁欲一結婚するまで」プログラムに充てられた。
純潔（処女）誓約に関するピアレビューされた研究では、男性の誓約者は、誓約しなかった者よりも25歳までに童貞であり続ける可能性が4.1倍高く（25%対6%）、女性の誓約者は、誓約しなかった者よりも25歳までに処女であり続ける可能性が3.5倍高かった（21%対6%）と推定された。

### 日本における処女率

#### 出生動向基本調査

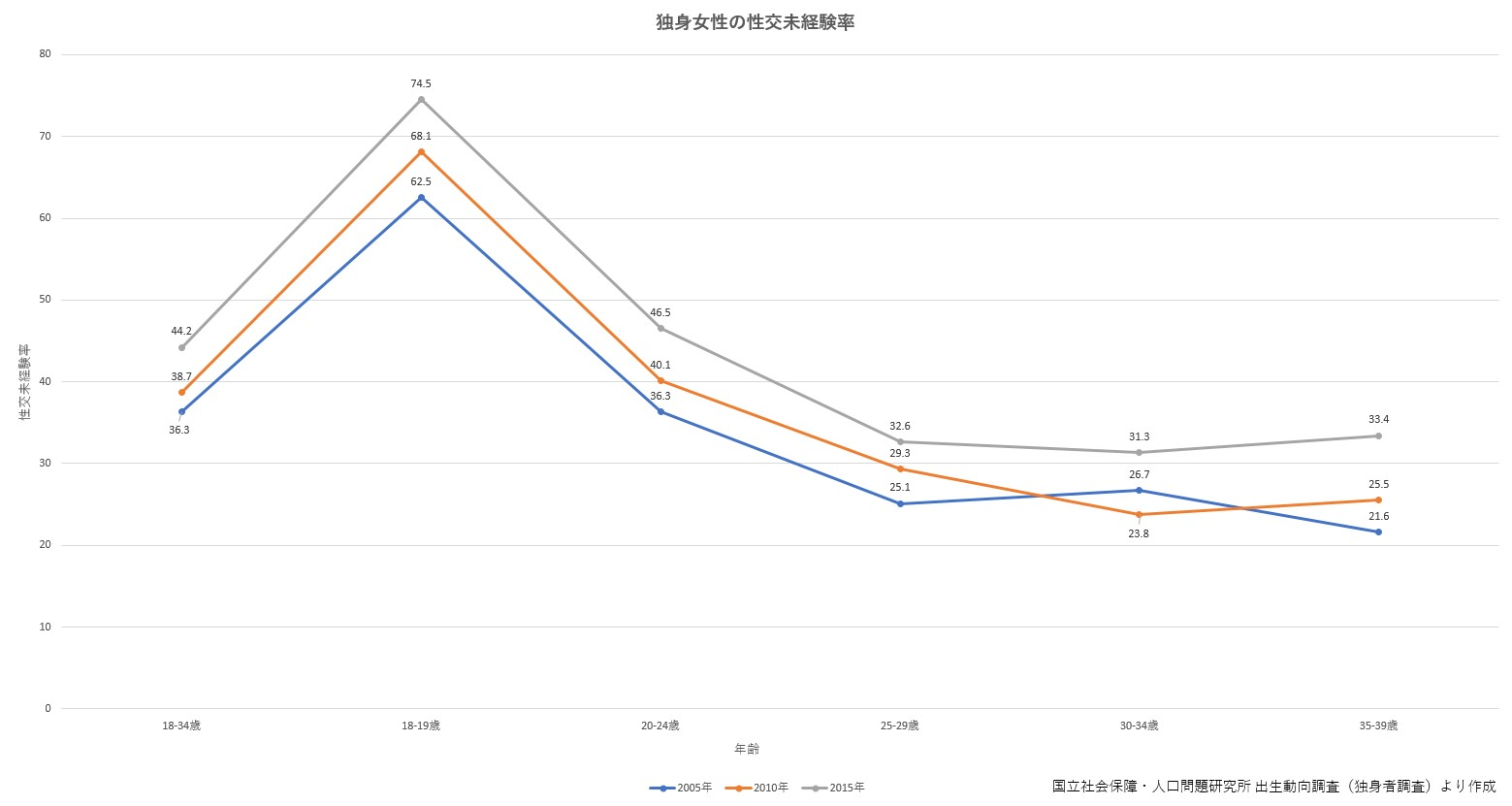
独身女性の性交未経験率のグラフ

日本の国立社会保障・人口問題研究所が2015年に行なった第15回出生動向基本調査（独身者調査）によると、2015年現在、日本の独身女性の処女率は以下の通りである。
| 年齢    | 2005年 | 2010年 | 2015年 |
| ------- | ------ | ------ | ------ |
| 18-34歳 | 36.3   | 38.7   | 44.2   |
| 18-19歳 | 62.5   | 68.1   | 74.5   |
| 20-24歳 | 36.3   | 40.1   | 46.5   |
| 25-29歳 | 25.1   | 29.3   | 32.6   |
| 30-34歳 | 26.7   | 23.8   | 31.3   |
| 35-39歳 | 21.6   | 25.5   | 33.4   |

全年代で非性交率の上昇が見られる。そして25歳以降独身女性の約1/3が性交未経験のまま推移する様が見て取れる。
因みに男性の場合は以下の通りになる。
| 年齢    | 2005年 | 2010年 | 2015年 |
| ------- | ------ | ------ | ------ |
| 18-34歳 | 31.9   | 36.2   | 42.0   |
| 18-19歳 | 60.7   | 68.5   | 72.8   |
| 20-24歳 | 33.6   | 40.5   | 47.0   |
| 25-29歳 | 23.2   | 25.1   | 31.7   |
| 30-34歳 | 24.3   | 26.1   | 25.6   |
| 35-39歳 | 26.5   | 27.7   | 26.0   |

#### 日本性教育協会による調査

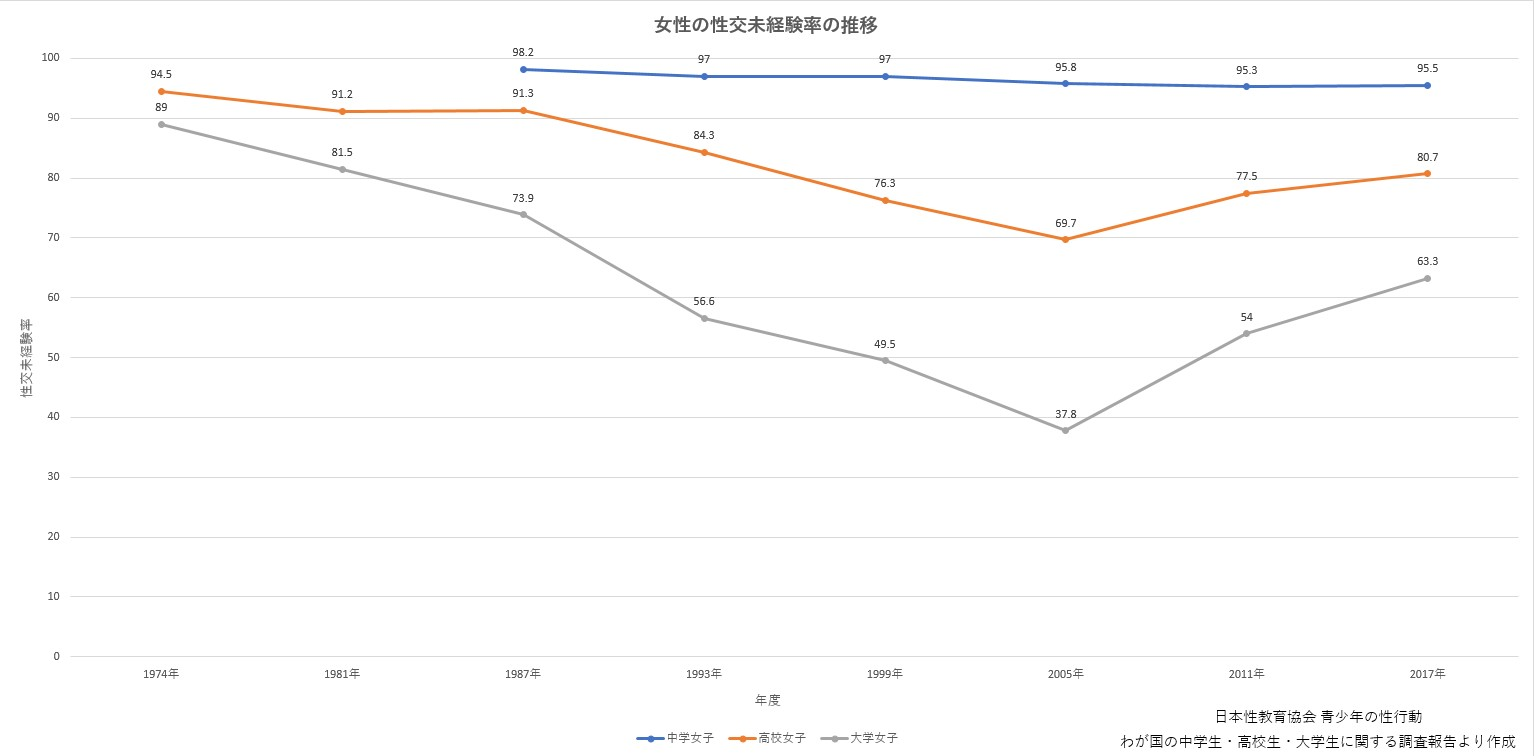
女性の性交未経験率の推移のグラフ

日本性教育協会が行った主要な性行動経験率によると、女性の性交未経験率の推移は次のようになっている。
| 調査年度 | 1974年 | 1981年 | 1987年 | 1993年 | 1999年 | 2005年 | 2011年 | 2017年 |
| -------- | ------ | ------ | ------ | ------ | ------ | ------ | ------ | ------ |
| 中学女子 | ー     | ー     | 98.2   | 97.0   | 97.0   | 95.8   | 95.3   | 95.5   |
| 高校女子 | 94.5   | 91.2   | 91.3   | 84.3   | 76.3   | 69.7   | 77.5   | 80.7   |
| 大学女子 | 89.0   | 81.5   | 73.9   | 56.6   | 49.5   | 37.8   | 54.0   | 63.3   |

#### その他の調査

##### アンケート調査
経験人数は何人か?（20代）
経験人数は何人か?（30代）
雑誌anan（アンアン）2019年08月21日号に掲載された20～59歳の女性300人を対象にしたアンケート調査では、20代の38%、30代の25%が性交未経験であることがわかった。アヴェニューウィメンズクリニック院長の福山千代子は、経験人数10～14人の割合が高いことから、近年の20代での性感染症が目立つこと、また性経験に積極的な人と消極的な人との二極化していることなどを指摘する。他のアンケート内容を考慮すると、経験人数の多さが自慢になるセフレ文化が衰退し、「ひとりの人と深い愛を育む」意識に変わってきていると分析された。

##### 茨城県教育委員会による調査
2015年10月に茨城県内の中等教育学校後期課程、全97校の第2学年3384人（県内県立高等学校、中等教育学校後期課程2年生の 17.3%）を対象にして、茨城県教育委員会が性に関する調査を行った。そして性交経験については、以下のような結果が得られた。
| 調査年度 | 経験がない | 小学生の時 | 中学1年の時 | 中学2年の時 | 中学3年の時 | 高校1年の時 | 高校2年の時 | 経験したことがある者の合計 |
| -------- | ---------- | ---------- | ----------- | ----------- | ----------- | ----------- | ----------- | -------------------------- |
| 2003年   | 61.5       | 0.5        | 0.4         | 3.6         | 6.9         | 17.7        | 6.6         | 35.7                       |
| 2009年   | 70.7       | 0.5        | 0.7         | 3.4         | 4.2         | 11.9        | 6.8         | 27.6                       |
| 2015年   | 80.7       | 0.2        | 1.0         | 2.2         | 4.3         | 7.3         | 3.0         | 18.0                       |

##### 群馬県内の大学生における調査
関東学園大学が発行する健康ミニガイドには、群馬大学医学部附属病院産婦人科講師の平川隆史の監修の元、群馬県内の大学生へ「これまでに性行為をしたことがありますか」という聞き取り調査が掲載されている。それによると2019年の健康ミニガイドにおいて、回答女性1738名のうち85%が性行為をしたことがなく、15%が性行為をしたことがあると回答した。

### 知能指数や学歴との関係
米国で行われたいくつかの研究では基本的に認知能力や知能指数が高いほど処女である可能性が高いことが明らかになっている。2005年に発表された論文によると、知能指数と処女率の関係は以下の様になっている。知能指数70以下の処女率が一番高いが、DSM-Ⅳでは知的障害を認定する際に知能指数70以下が1つの条件である点に注意が必要である。
| 知能指数 | 処女率 |
| -------- | ------ |
| 70以下   | 81.6   |
| 70-90    | 59.0   |
| 90-110   | 61.7   |
| 110以上  | 70.5   |

2000年に行われた10代を対象にしたより詳細な調査でも、同様の傾向が明らかになっている。またIQが75から90の範囲の人物は処女の確率が最も低く、このIQの範囲は犯罪へ向かう傾向がピークになるIQの範囲と同じであることも述べられている。
| 知能指数 | 相対オッズ |
| -------- | ---------- |
| 60       | 0.23       |
| 70       | 0.48       |
| 80       | 0.78       |
| 90       | 1.00       |
| 100      | 1.00       |
| 110      | 0.78       |
| 120      | 0.47       |
| 130      | 0.22       |

学歴に関して、東京大学大学院医学系研究科国際保健政策学教室の上田ピーター研究員が日本成人における異性間性交渉未経験の割合の推移について研究した結果、学歴が高いほうが性体験について未経験である確率が高いことがわかった。高卒以下の女性に比べて、大学か大学院卒の女性は異性間性交渉未経験の割合が約2倍である。なお、これに関して勉強に打ち込むことと性交渉に積極的であることの因果の向きはまだわかっていない。また、日本の首都圏の大学生を対象にした調査によると、女子大生は入学難易度である偏差値が1上がるごとに処女率が4.2%上昇するという。なお、東大女子であることは処女可能性を大幅に引き下げる。別の研究では男女とも初体験が遅いほど、社会的経済的に成功しているという研究調査もある。

### 学部別の処女率
2001年に雑誌Counterpointにおいて、MITとウェルズリー大学の学生の学部別の処女率に関する調査が掲載された。それによると以下のようになっている。
| 学部           | 処女率 |
| -------------- | ------ |
| スタジオアート | 0      |
| 人類学         | 20     |
| 神経科学       | 25     |
| 美術史         | 37     |
| 計算機科学     | 40     |
| スペイン語     | 43     |
| 英語           | 50     |
| フランス語     | 50     |
| 哲学           | 57     |
| 史学           | 62     |
| 経済学         | 65     |
| 未申告         | 68     |
| 心理学         | 70     |
| 国際関係       | 71     |
| 生物学         | 72     |
| 政治科学       | 73     |
| 化学/生化学    | 83     |
| 数学           | 83     |

| 学部        | 処女率 |
| ----------- | ------ |
| 人文科学    | 20     |
| 航空/宇宙   | 23     |
| 土木工学    | 25     |
| 材料科学    | 25     |
| 物理学      | 25     |
| 経営学      | 27     |
| 建築        | 29     |
| 脳/認知科学 | 29     |
| 数学        | 29     |
| 化学工学    | 46     |
| 機械工学    | 46     |
| 電気工学    | 55     |
| 経済学      | 60     |
| 化学        | 67     |
| 生物学      | 73     |